# Arles

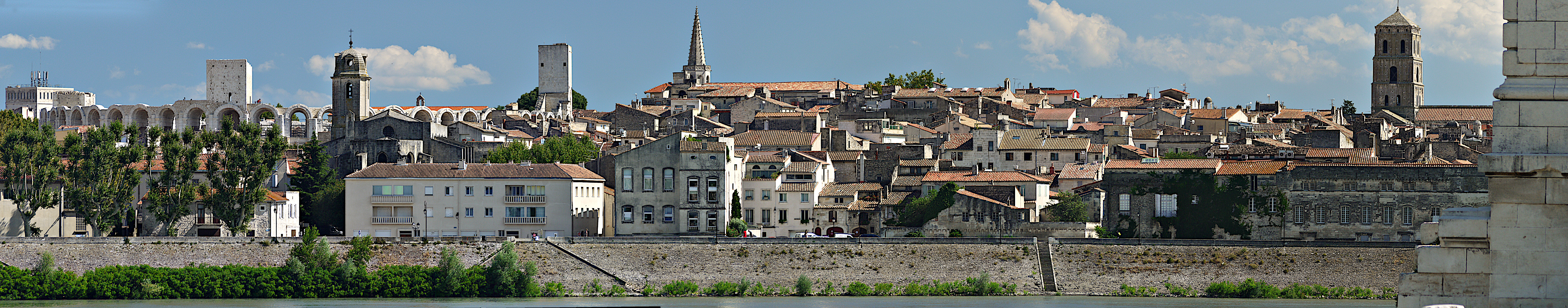
Arles (gesehen vom Nord-Ost-Ende von Trinquetaille)

Arles [aʁl]; okzitanisch Arle [ˈaʀle], ist eine französische Stadt mit 51.156 Einwohnern (Stand 1. Januar 2022) im Département Bouches-du-Rhône in der Region Provence-Alpes-Côte d’Azur. Sie ist Sitz der Unterpräfektur des Arrondissement Arles.

## Geographie
Der historische Ortskern liegt am Ostufer der Rhone, 24 km vom Mittelmeer entfernt. Zu Arles gehören ein neueres Stadtgebiet am Westufer (Stadtteil Trinquetaille) und das Gebiet der nördlichen und östlichen Camargue, deshalb ist Arles mit ca. 760 km² die flächenmäßig größte Gemeinde Frankreichs (zum Vergleich: Paris 105 km²). Links der Rhone liegen die Gemeinden Raphèle, Moulès und Mas Thibert, in der östlichen Camargue Le Sambuc und Salin-de-Giraud, alle südlich des Zentrums von Arles. Zusätzlich liegen noch elf Dörfer und zahlreiche Weiler in bis zu 40 Kilometern Entfernung vom Stadtzentrum.
Nördlich des Stadtgebietes, in Fourques auf dem anderen Rhôneufer, beginnt das Department Gard. Südlich schließt sich die Camargue an. Die großen natürlichen Sandstrände von Beauduc und Piémanson bieten kilometerlang Dünen und feinsten Sandstrand in einer unberührten Landschaft.

## Geschichte
Arles hieß im Altertum Arelas oder Arelate (kelt. „sumpfiger Ort“) und wurde wohl zuerst von den Salluviern gegründet. An dessen Stelle erbaute die von griechischen Siedlern angelegte Stadt Massalia (heute Marseille) im 6. Jahrhundert v. Chr. das Emporion Theline. Dieses war seit dem 5. Jahrhundert v. Chr. Teil des Gebiets von Massalia. Der Ort kam gegen Ende des 2. Jahrhunderts v. Chr. in römischen Besitz und wurde von Gaius Julius Caesar 46. v. Chr. zur römischen Militärkolonie Colonia Iulia Paterna Arelate Sextanorum gemacht. Arelate diente dem römischen Feldherrn auch als Flottenstützpunkt gegen Massalia.
Der Ort erhob sich bald zu hoher Bedeutung, wurde 22 v. Chr. Municipium, wetteiferte mit Massalia im Handel und erreichte seine Blütezeit unter Kaiser Konstantin, der Arles vergrößerte und ausschmückte. Im 4. und 5. Jahrhundert n. Chr. diente die Stadt mehrmals als Residenz römischer Kaiser und führte zeitweilig den Namen Constantia. 395 wurde sie Hauptstadt Galliens. Im Jahre 402 wurde dann die Praefectura Galliarum, die oberste Behörde des römischen Westreiches, von Trier nach Arles verlegt.
In Arles kreuzte sich die Römerstraße Via Agrippa nach Lugdunum (Lyon) und weiter nach Augusta Treverorum bis zur Colonia Claudia Ara Agrippinensium mit der Via Aurelia, die Massilia mit Rom verband.
Arles wurde im 3. Jahrhundert Bischofssitz, im Jahr 400 Metropolitansitz des Erzbistums Arles. Im späten 5. Jahrhundert war die Stadt einige Zeit Residenz des Westgotenkönigs Eurich. 508 fiel sie an das Ostgotenreich und 536 an das Frankenreich. 879 wurde Arles Hauptstadt des Königreichs Burgund und kam mit diesem 1033 zum Heiligen Römischen Reich. Seit 933 stand die Stadt unter der Herrschaft des Erzbischofs, wurde 1220 unabhängig von ihm und 1237 für nur zwei Jahre Freie und Reichsstadt. 1251 unterwarf sich die Stadt Karl von Anjou und fiel 1481 mit der Grafschaft Provence an Frankreich. Der Erzbischof wanderte später nach Aix-en-Provence ab. Arles war bis 1801 Bischofssitz.
Im Ort fanden mehrere wichtige arelatische Synoden statt: so 314 gegen die Donatisten, 354 gegen Athanasius, 452 zur Regelung der Kirchen- und Klosterdisziplin, 475 gegen den Prädestinatianer Lucidus.
In dem zu Arles gehörenden Ort Saliers befand sich von März 1942 bis Herbst 1944 ein Internierungslager für Nomades.

### Bevölkerungsentwicklung
| Jahr                       | 1962   | 1968   | 1975   | 1982   | 1990   | 1999   | 2006   | 2019   |
| Einwohner                  | 41.932 | 45.774 | 50.059 | 50.500 | 52.058 | 50.426 | 51.970 | 50.454 |
| Quellen: Cassini und INSEE |        |        |        |        |        |        |        |        |

## Politik

### Wappen
Beschreibung: In Blau ein sitzender hersehender goldener Löwe mit durch die Beine zurückgeschlagenem Schwanz, ein langstieliges goldenes Labarum (Christusmonogramm Chi-Rho) mit der Inschrift in schwarzen Majuskeln „CIV.AREL“ haltend. Der Löwe wird auch als Arlesianer (Wappen-)Löwe bezeichnet.
Bürgermeister von Arles ist seit 2020 Patrick de Carolis.

## Wirtschaft
Nennenswert sind die Olivenöl-Erzeugung und die Schafzucht in der Umgebung. Die Werkstätten der Bahn (SNCF), in denen bis zum Ende des 20. Jahrhunderts ca. 1.200 Arbeiter beschäftigt waren, sowie die Papierfabrik sind geschlossen. Die Industrie ist wirtschaftlich eher unbedeutend, etwa 2000 Menschen sind hauptsächlich in den Branchen Chemie- und Lebensmittelindustrie beschäftigt. 

### Tourismus
Die Haupteinnahmequelle der Stadt ist wie in vielen Gemeinden entlang der Mittelmeerküste der Tourismus. Außerdem sind einige Verlage ansässig, und ein geringes Handelsvolumen wird über den Hafen abgewickelt. Die Arbeitslosigkeit im Gemeindegebiet von Arles ist hoch und liegt durchschnittlich bei mehr als 16 Prozent (Stand 2006).
Auch wenn die Region wirtschaftlich von den zahlungskräftigen Touristen lebe, brächten immer weniger Stadtbewohner Verständnis für die solventen Touristen vor allem aus Paris auf, schrieb die Süddeutsche Zeitung im August 2021. Es seien nur drei, vier Monate im Jahr, in denen die Touristen scharenweise an die Rhône pilgerten; danach werde Arles wieder zu einer ganz normalen Kleinstadt in der französischen Provinz. Dafür, so sähen es hier viele, müssten sie ihre Stadt opfern und zuschauen, wie sie mehr und mehr zum Spekulationsobjekt und Freilichtmuseum werde.

## Verkehr

### Schifffahrt
Die Rhône kann wegen ihrer geringen Tiefe nur von kleineren Schiffen (bis 200 t) befahren werden; um dieses Hindernis für die Schifffahrt zu beseitigen, wurde 1834 der Kanal von Arles nach Bouc angelegt und, da auch dieser nicht genügte, 1864 der Kanal St. Louis, der, 60 Meter breit und 7,9 Meter tief, vom Hafen von Bouc aus die Mündung der Rhône mit ihrer Barre umgeht.
Südlich des Ortes Salin-de-Giraud kann mit der Fähre Bac de Bacarin die Rhône nach Port Saint Louis du Rhône überquert werden.

### Eisenbahn
Der Bahnhof Arles war lange Zeit ein Eisenbahnknoten. Neben den üblichen Anlagen bestand von 1843 bis 1984 auch eine große Eisenbahnwerkstatt der SNCF.
Die Bahnstrecke Avignon–(Arles)–Miramas–Marseille wird 2022 noch befahren. Sie war auch die erste, die Arles erreichte. Geplant und gebaut wurde sie von der Compagnie du chemin de fer de Marseille à Avignon. Der Abschnitt Tarascon–(Arles)–Saint-Chamas wurde am 18. September 1847 eröffnet. Die Gesellschaft wurde später Teil der Compagnie du chemin de fer de Lyon à la Méditerranée, die wiederum 1857 in die PLM aufging. Die PLM wurde 1938 Teil der SNCF. Die Strecke ist zweigleisig angelegt und mit 1500 Volt Gleichstrom elektrifiziert. Der touristische Verkehr auf der normalspurigen Strecke von Arles über Salon nach Fontvieille wurde 2013 nach 12 Jahren beendet. Jenseits von Fontvieille ist die Strecke stillgelegt. Auch die normalspurige Strecke nach Saint-Louis wurde stillgelegt und größtenteils abgebaut. Eine normalspurige Strecke führte nach Saint-Gilles. Die Brücke über die Rhône wurde nach der Zerstörung im Zweiten Weltkrieg 1944 nicht wieder aufgebaut.
In Trinquetaille hatte bis 1958 die schmalspurige Chemins de fer de Camargue ihren Endbahnhof, von dem die Strecke nach Saintes-Maries und Salin-de-Giraud, sowie über Bouillargues nach Nîmes führte.

## Bildung
- École Nationale Supérieure de la Photographie:  Die Stadt wurde nicht zuletzt aufgrund des Einflusses des dort heimischen Fotografen Lucien Clergue (aus dem Bekanntenkreis Picassos) als Sitz der École Nationale Supérieure de la Photographie, der französischen Hochschule für Fotografie, ausgewählt.
- Hydrographische Schule
- Öffentliche Bibliothek

## Sehenswürdigkeiten

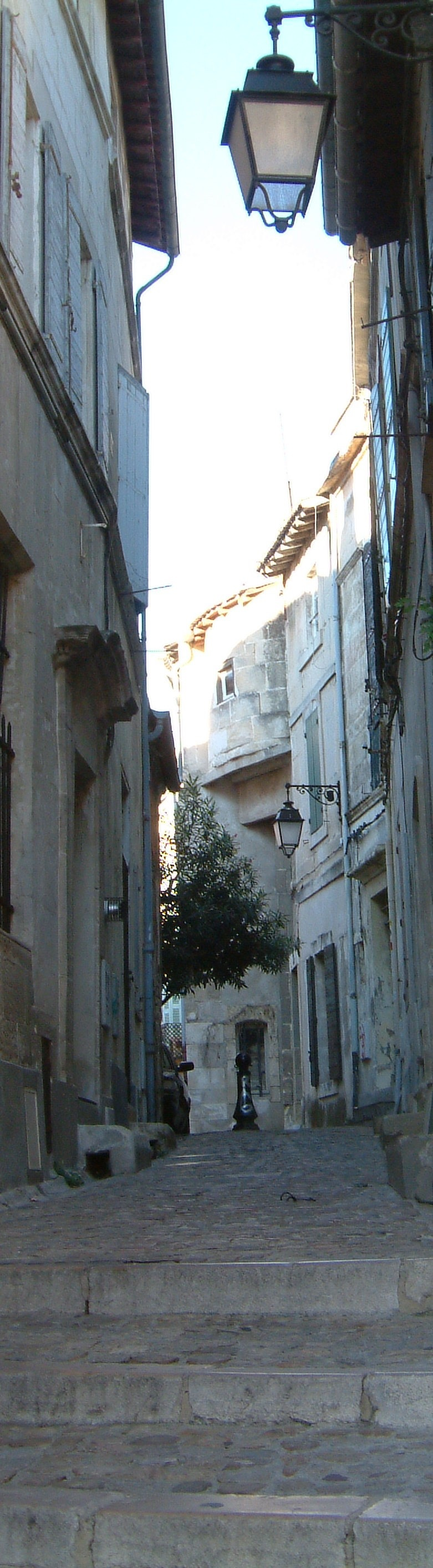
Gasse nahe der Rue Ernest Renan

– Siehe auch: Liste der Monuments historiques in Arles –
Arles gehört zu den sehenswerten Städten der Provence, zumal es zahlreiche Relikte der römischen Antike, nennenswerte Zeugnisse des Mittelalters und moderne Kunst des 20./21. Jahrhunderts besitzt.
Seit 1981 stehen viele der antiken und romanischen Denkmäler der Stadt auf der UNESCO-Liste des Weltkulturerbes. Die Kirche Saint-Honorat auf dem Alyscamps wird zudem seit 1998 als Teil des Welterbes „Wege der Jakobspilger in Frankreich“ ausgezeichnet. Arles ist der Startpunkt der Via Tolosana, eines französischen Abschnitts auf dem Jakobsweg nach Santiago de Compostela.

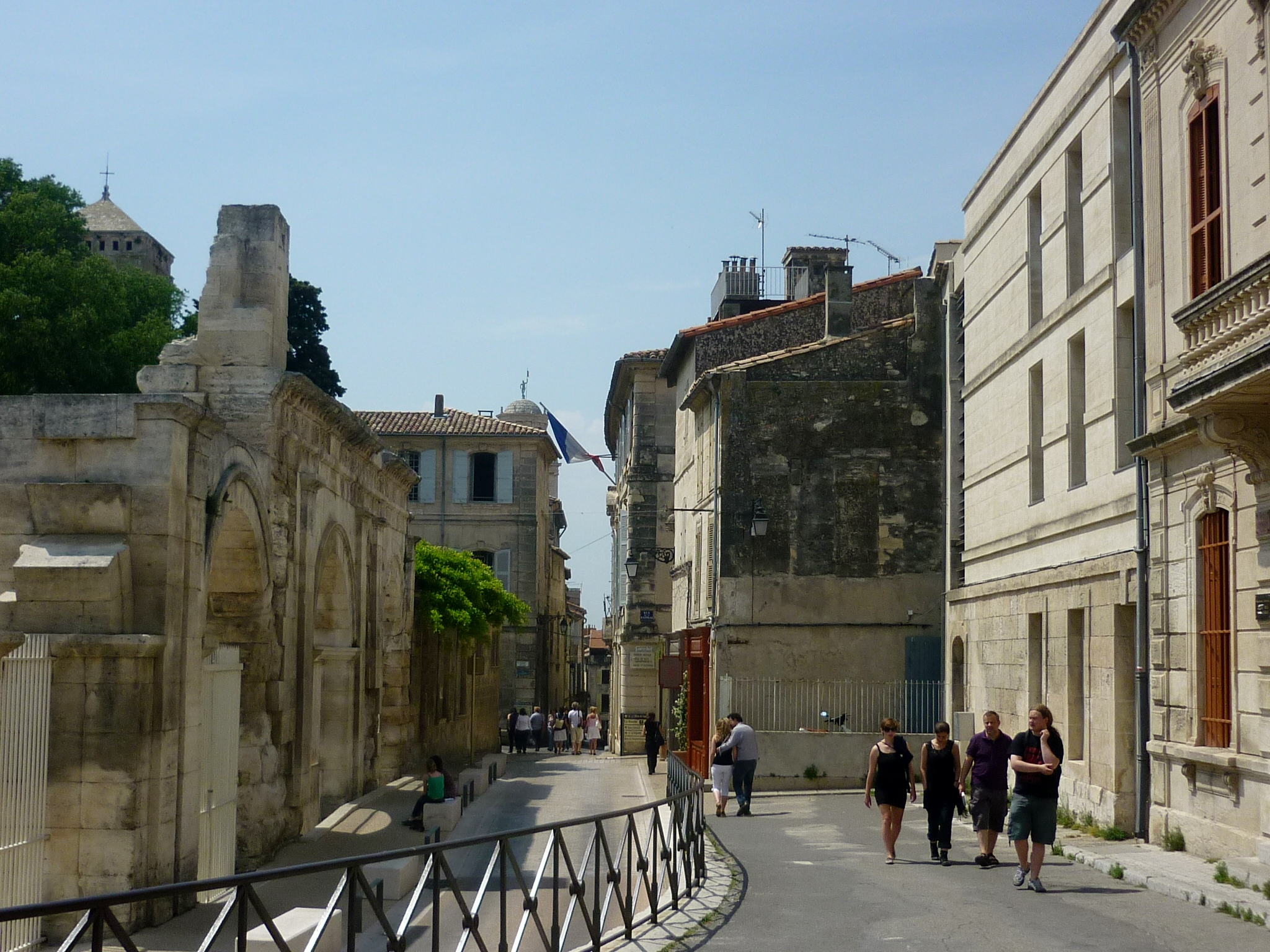
Altstadtgasse
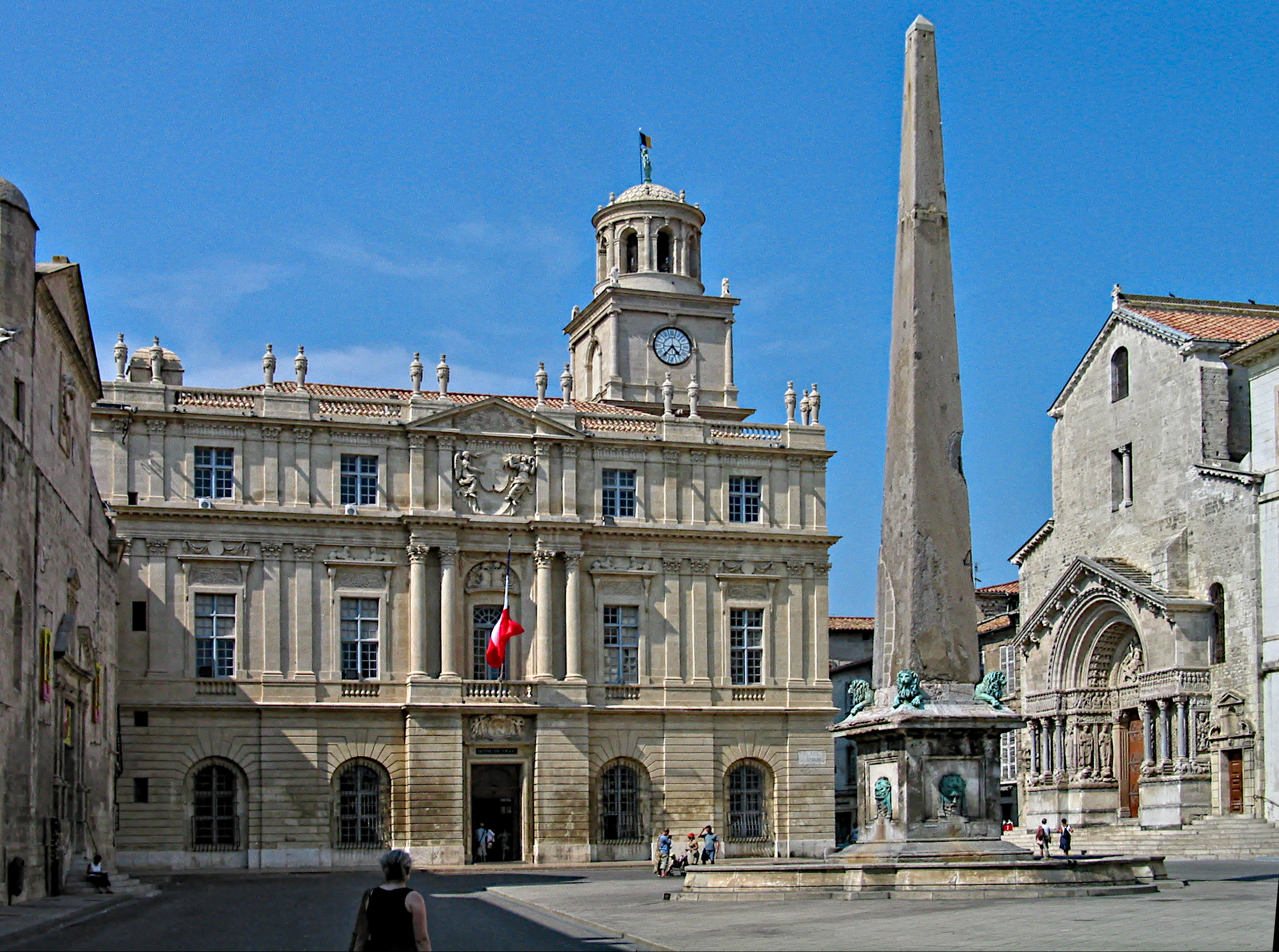
Place de la Republique: Hôtel de Ville, Obelisk auf Brunnen, Portal von St. Trophime
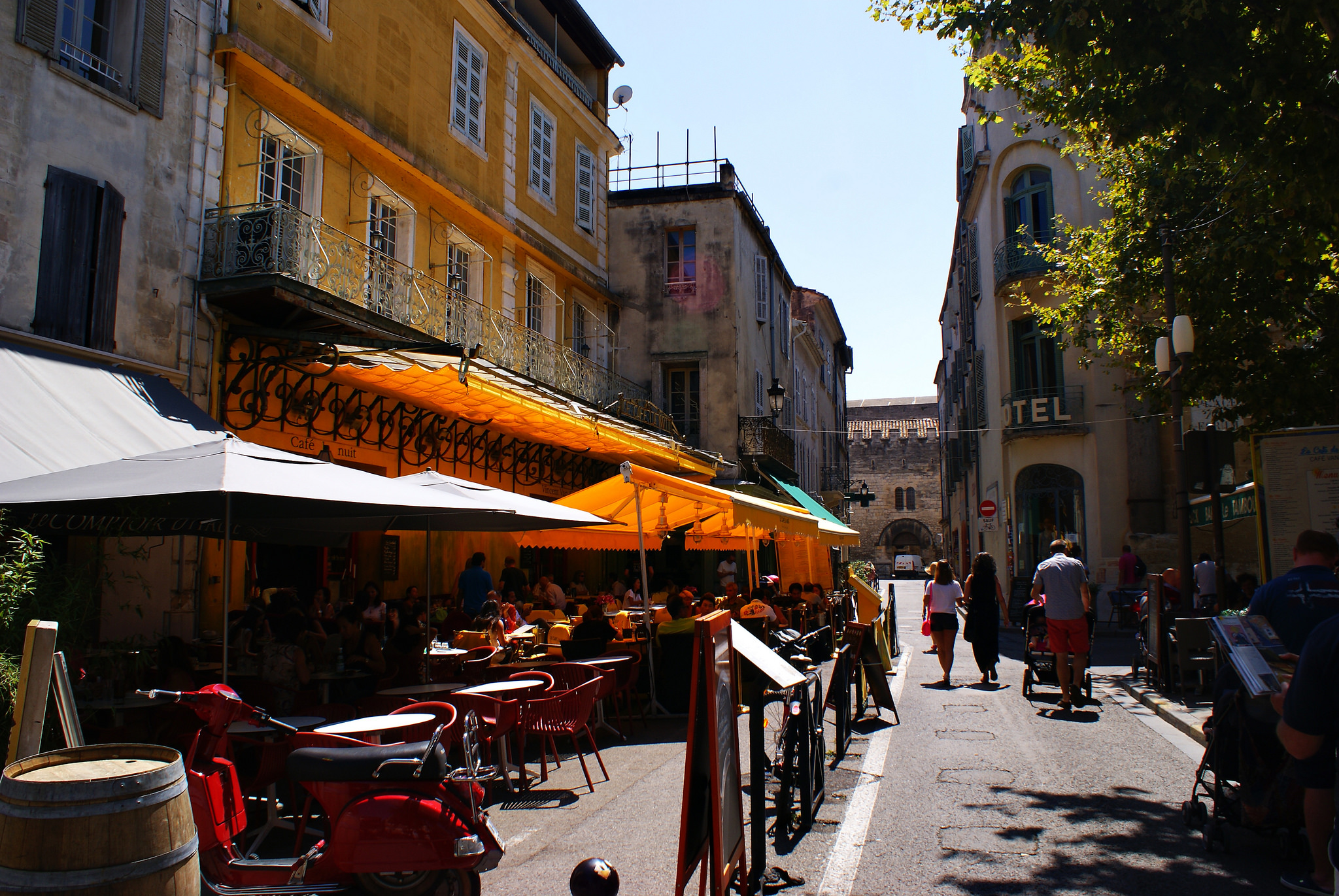
Café Van Gogh

### Antike Bauwerke

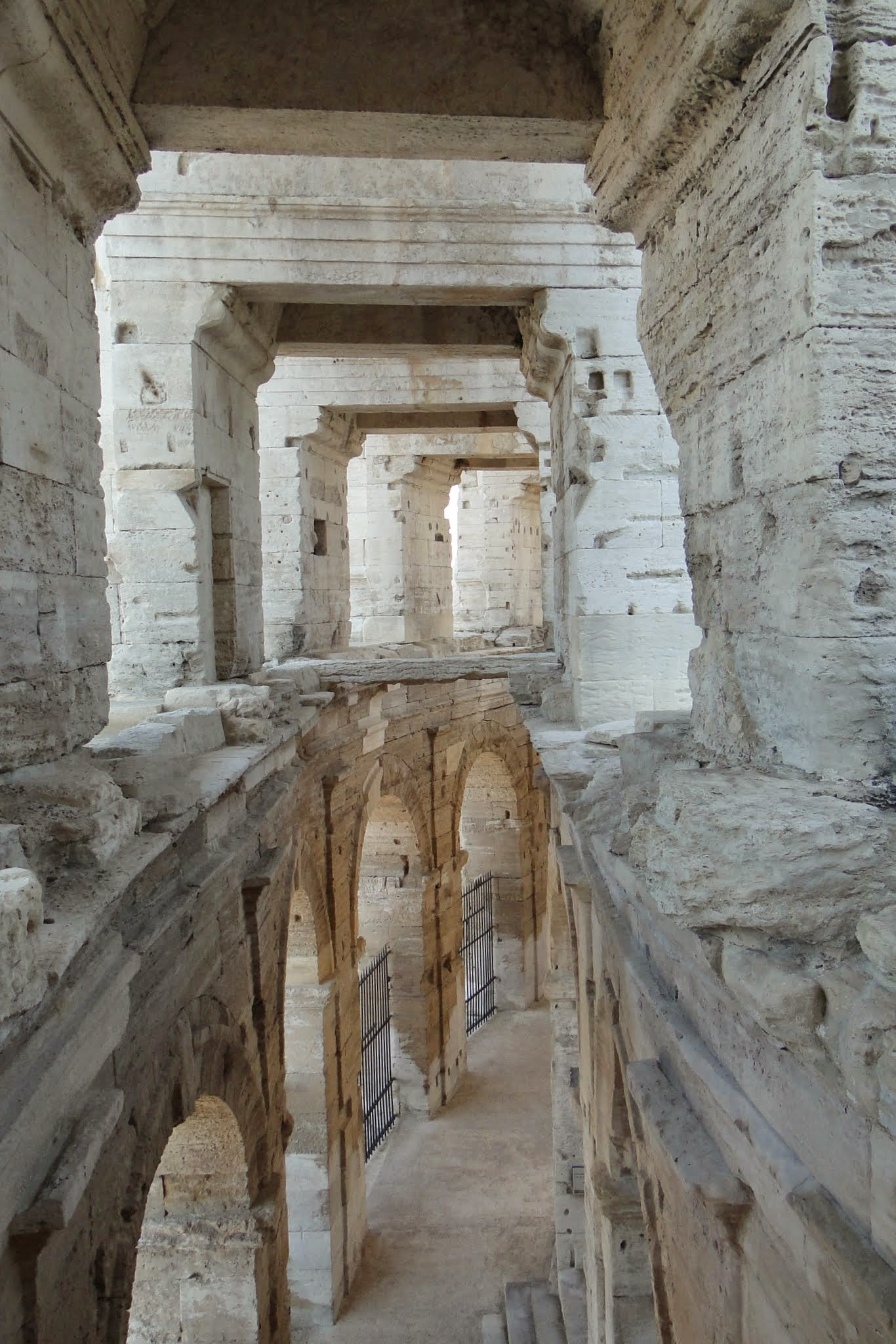
Durchgang der Arena

- Amphitheater von Arles, um 90 n. Chr. erbaut; Durchmesser 140 / 103 Meter, mit zwei Geschossen mit je 60 Arkaden und ca. 25.000 Zuschauern Platz bietend. Im Mittelalter zu einer Festung ausgebaut, von der noch drei Vierecktürme (12. Jahrhundert) und die Arkadenvermauerung zeugen. Damals lag die ganze Stadt innerhalb der Arena: „Man hatte sie in die Arena hineingebaut, ihre Außenmauern waren auch die Stadtmauern von Arles“.[9] Ab 1825 erfolgte schrittweise die Entfernung der zahlreichen Häuser im Inneren und angrenzend an das Oval. Seit 1846 wird die Arena restauriert und ist gegenwärtig an Festtagen Schauplatz für Stierkämpfe.
- Der im südwestlich der Stadt gelegenen Zirkus (Rennbahn) gefundene 15 Meter hohe Granit-Obelisk steht seit 1676 an der Place de la République.
- Antikes Theater, unter Kaiser Augustus um 25 v. Chr. errichtet, von dem sich noch zwei korinthische Säulen, die Orchestra und vom Zuschauerhalbrund die untersten der 33 Sitzreihen mit 12.000 Sitzplätzen sowie ein Turm, der noch die ursprüngliche Höhe von drei Arkaden bewahrt, erhalten haben; hier wurde 1651 die berühmte Venus von Arles aufgefunden, die jetzt im Louvre in Paris und als Kopie im Treppenhaus des Hôtels de Ville, Place de la République, steht.
- Reste des römischen Forums mit einem Kryptoportikus (um 40 v. Chr.), einem unterirdischen Bogengang, Reste der römischen Thermen (4. Jahrhundert n. Chr.) und eines Palastes von Konstantin; zahlreiche, seit 1995 im Musée de l’Arles et de la Provence antiques vereinigte Skulpturen (Dianenkopf, Medea, Apolloaltar u. Arles).

Viele Einzelstücke sind im Musée départemental Arles antique ausgestellt, siehe auch Abschnitt Museen

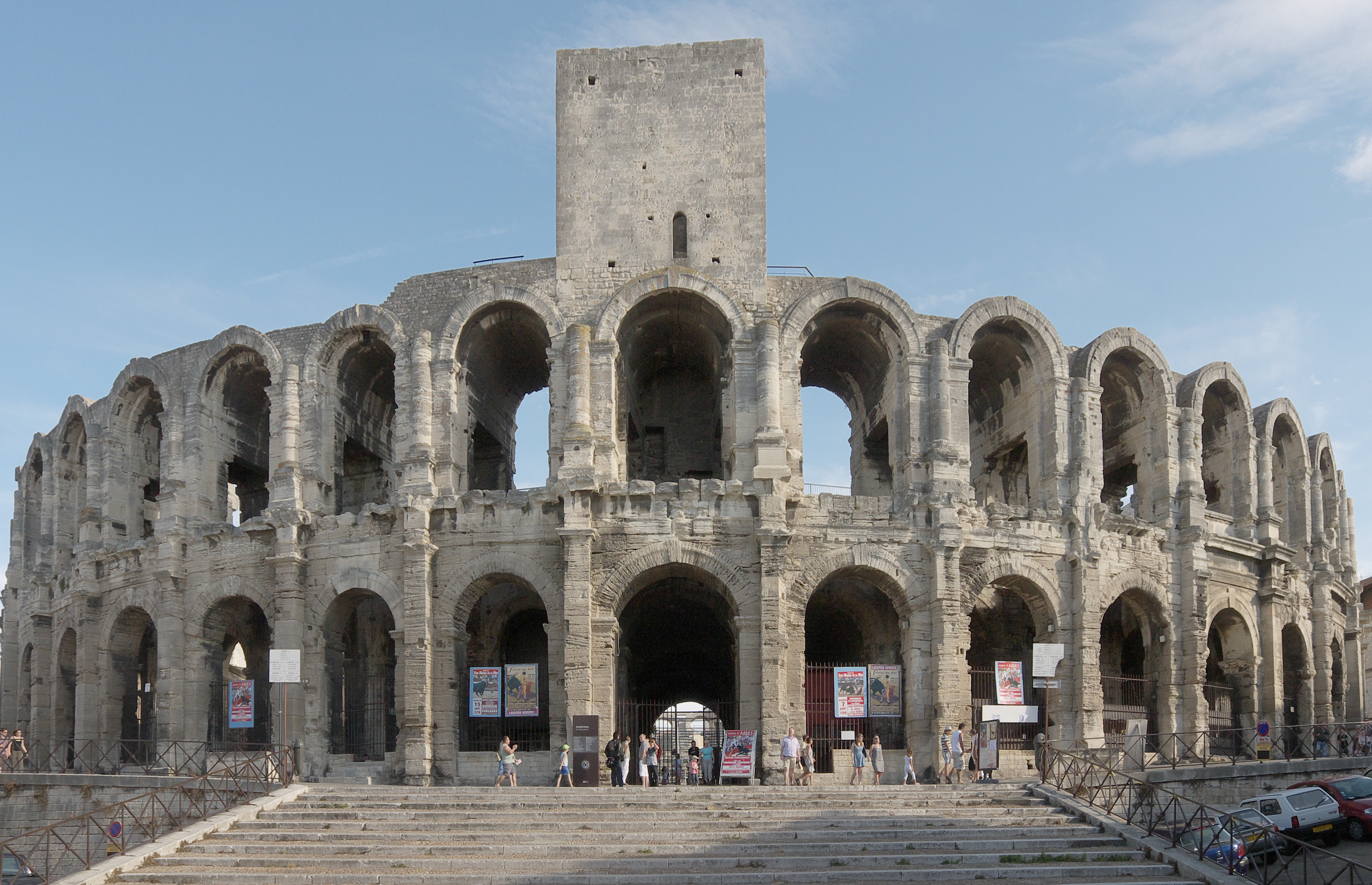
Arena (Amphitheater) von außen
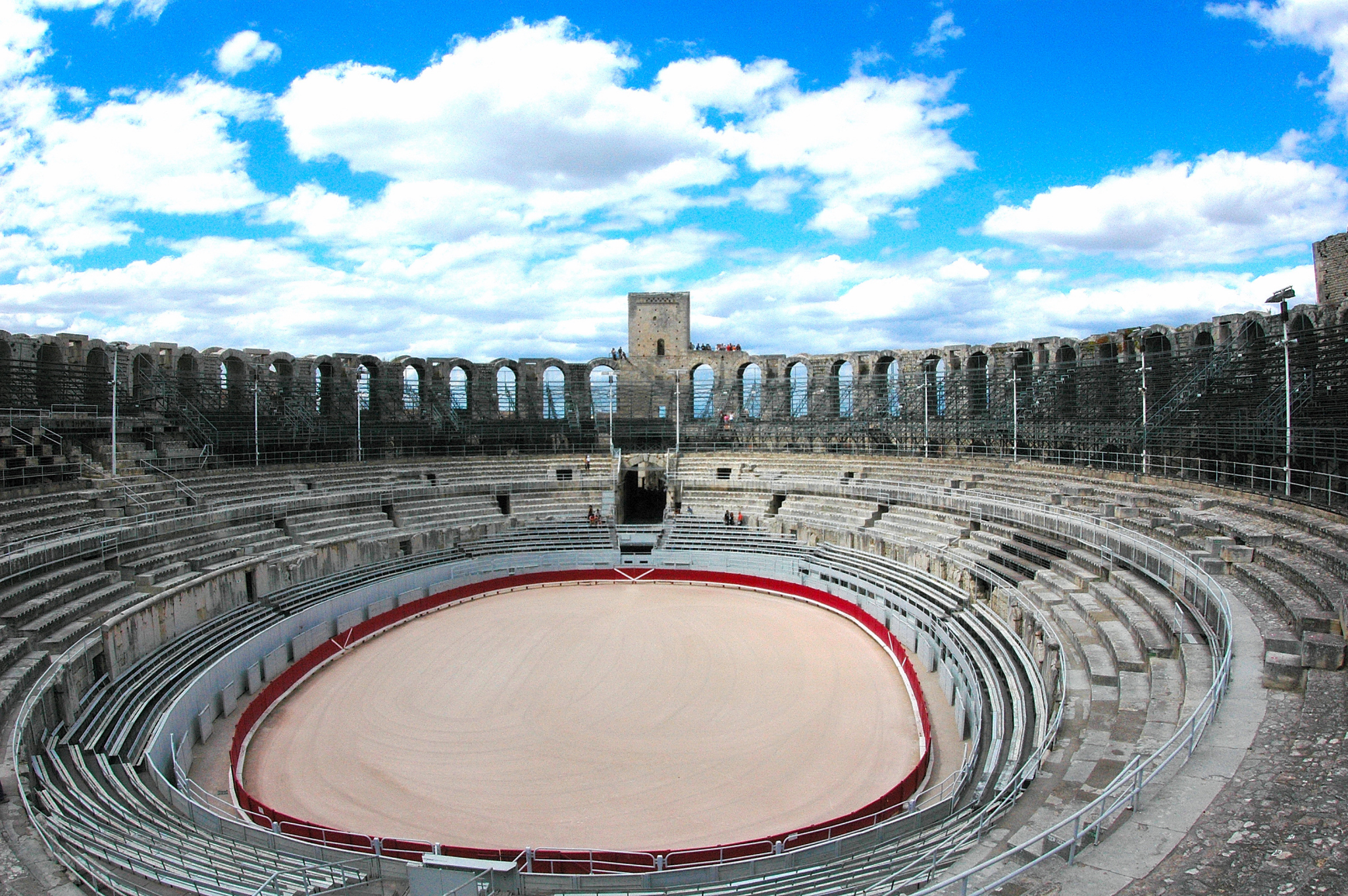
Arena von innen
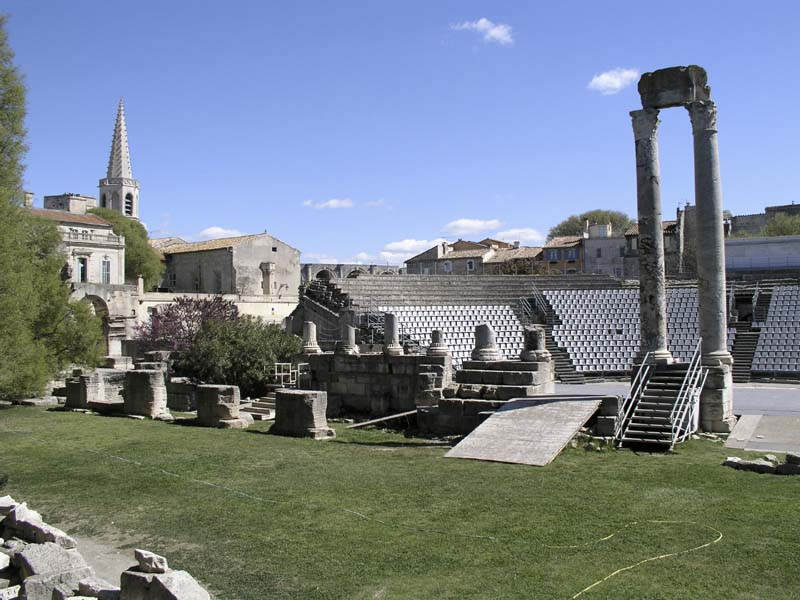
Römisches Theater
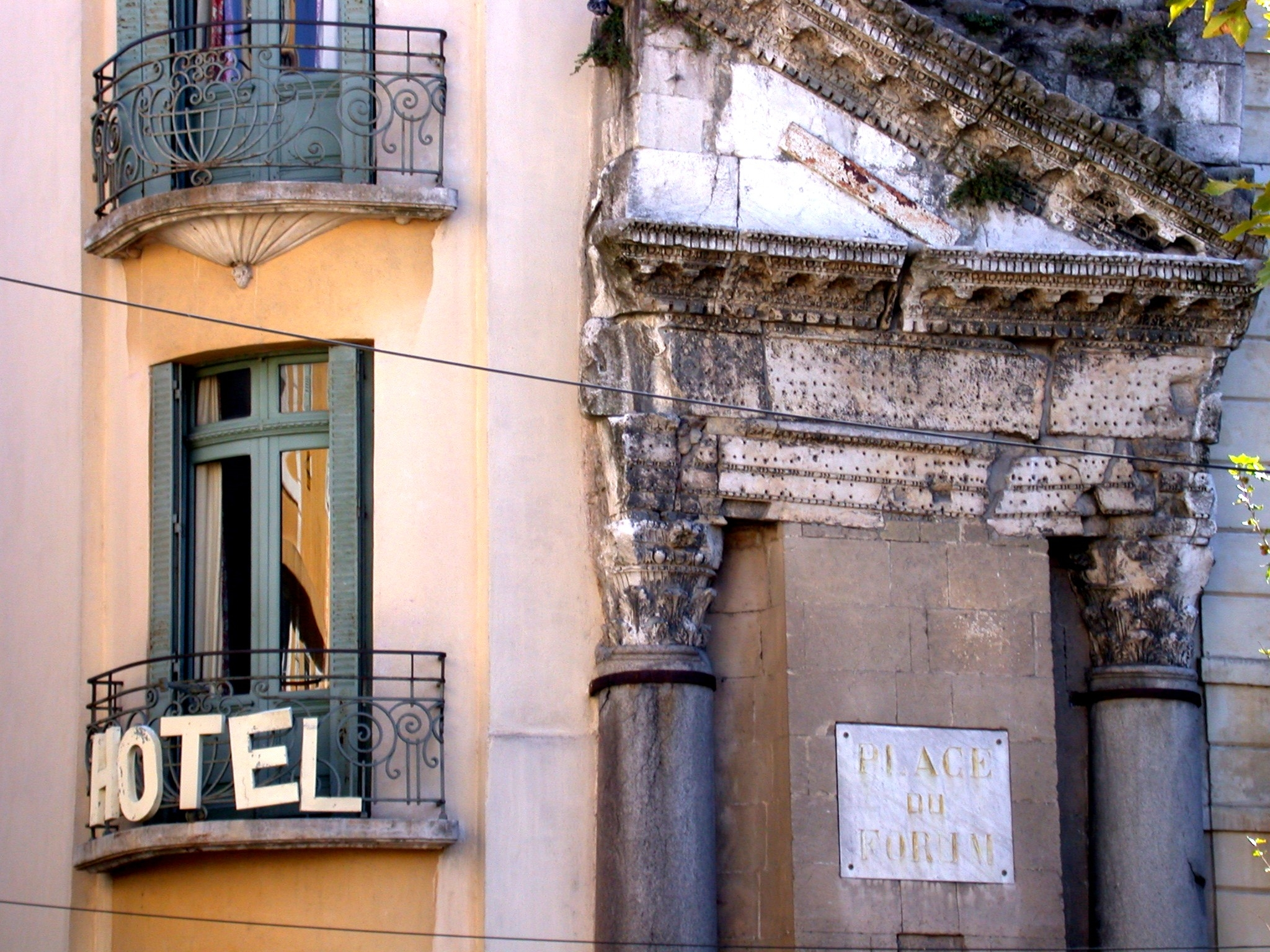
Reste des römischen Forums

### Mittelalterliche Bauwerke

#### Kathedrale Saint-Trophime
siehe Hauptartikel St-Trophime d’Arles
Das bedeutendste Bauwerk der Stadt ist die ehemalige Benediktiner-Abteikirche Saint-Trophime mit berühmtem Portal und Kreuzgang. Bei ihrem Bau wurden Steine vom antiken Theater verwendet. Der hl. Trophimus christianisierte die Provence und war vor 250 n. Chr. der erste Bischof in Arles; seine Gebeine ruhen in der Kirche, die ihm geweiht ist. In ihr wurde Friedrich Barbarossa am 30. Juli 1178 zum König von Burgund gekrönt.
Die Kathedrale ist eine Basilika mit einem 20 m hohen Mittelschiff und besitzt sowohl romanische als auch gotische Stilelemente. Während Langhaus, Turm und Fassade 1152–80 im romanischen Stil errichtet wurden, entstand der gotische Umgangschor erst 1454–65. Das der Westfassade um 1190 vorgeblendete Haupt-Portal mit seinem Tympanon gilt als Hauptwerk der provenzalischen Plastik der Hochromanik. Das Tympanon zeigt Christus als Weltenrichter, umgeben von den Symbolen der vier Evangelisten. Das Innere der Kirche ist modernisiert.
Der Kreuzgang des Klosters wurde in mehreren Bauphasen zwischen 1130 und dem 14. Jahrhundert errichtet. In den vier Galerien – zwei romanisch, zwei gotisch – sind alle Arten des Rund- und Spitzbogenstils zu finden; hier wechseln sich Pfeiler und Säulen mit fein gearbeiteten Kapitellen ab. Die Geviertecken sind figurengeschmückt, z. B. mit einer Trophimusfigur von 1188.
Im Kapitelsaal sind Gobelins zu sehen.

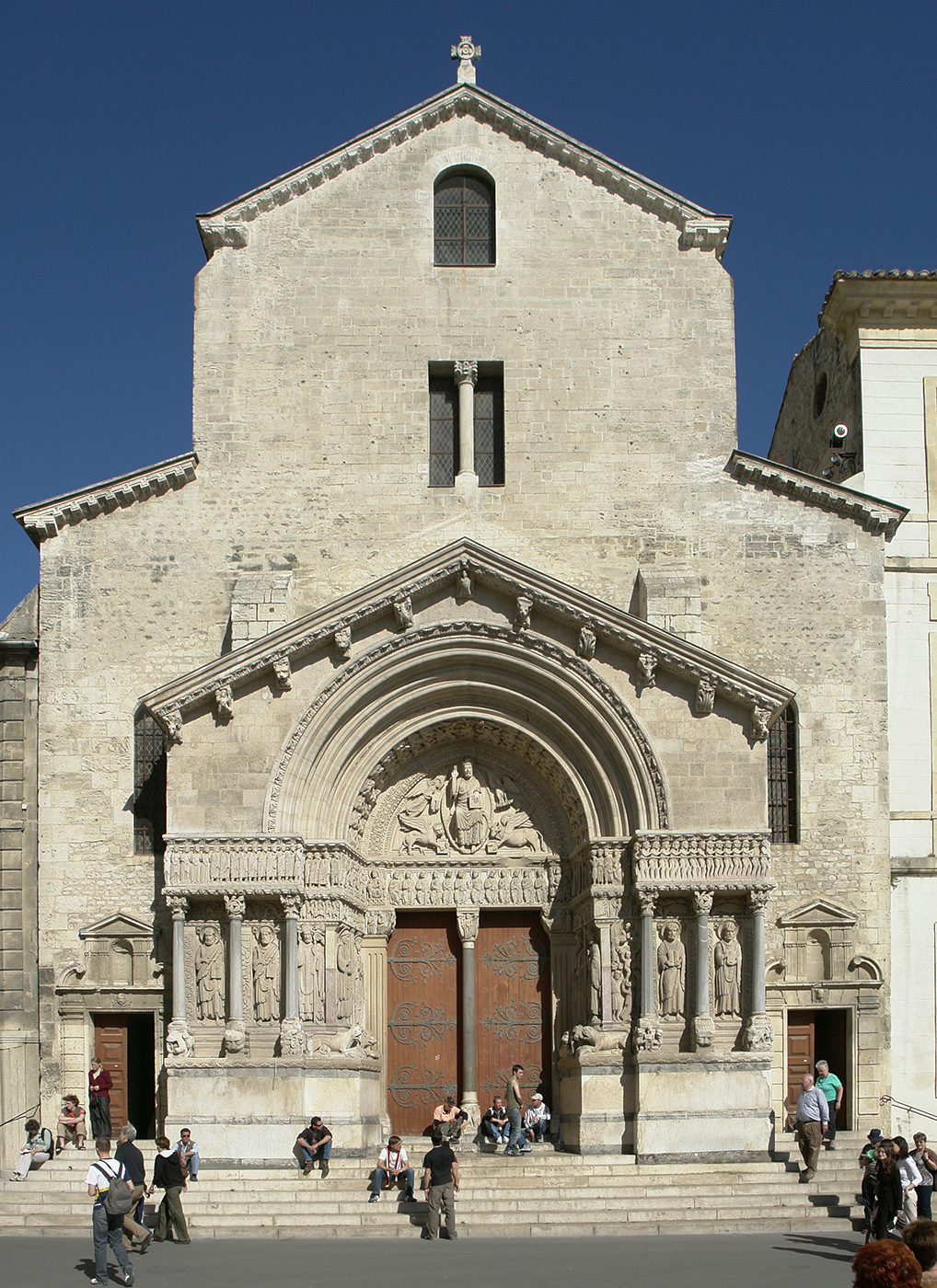
St. Trophime, Fassade
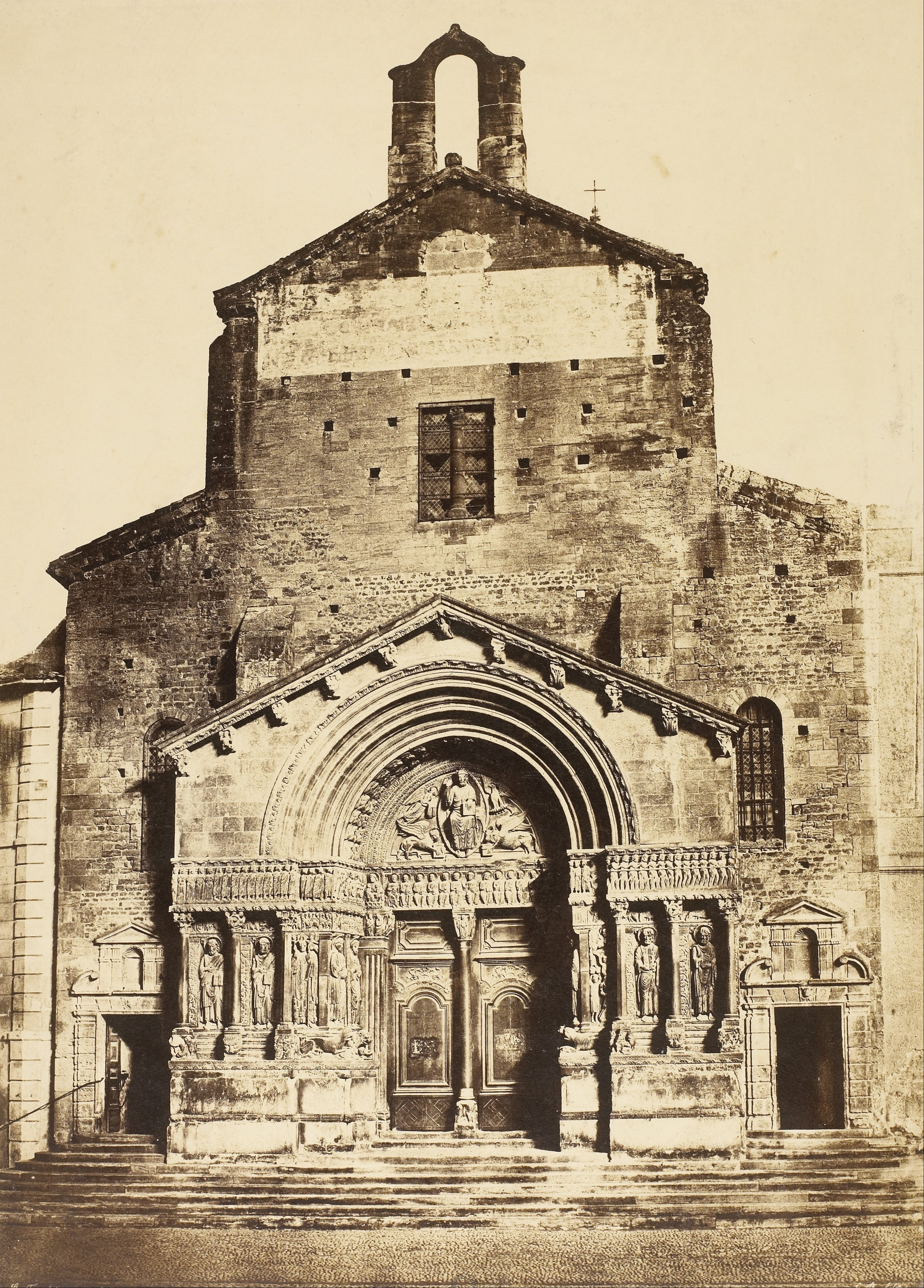
Fassade 1851
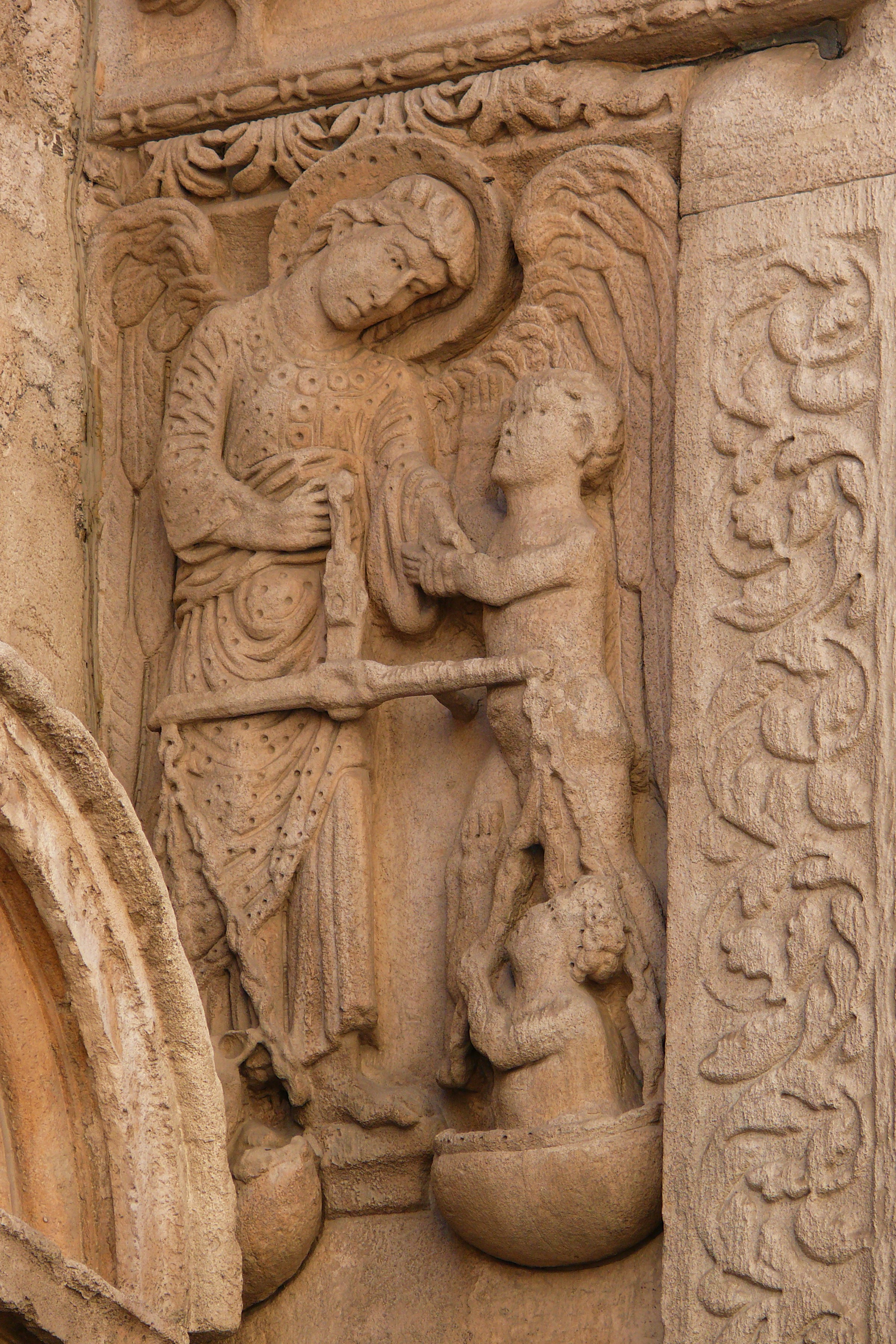
Erzengel Michael, Detail aus der Fassade der Kirche St. Trophime
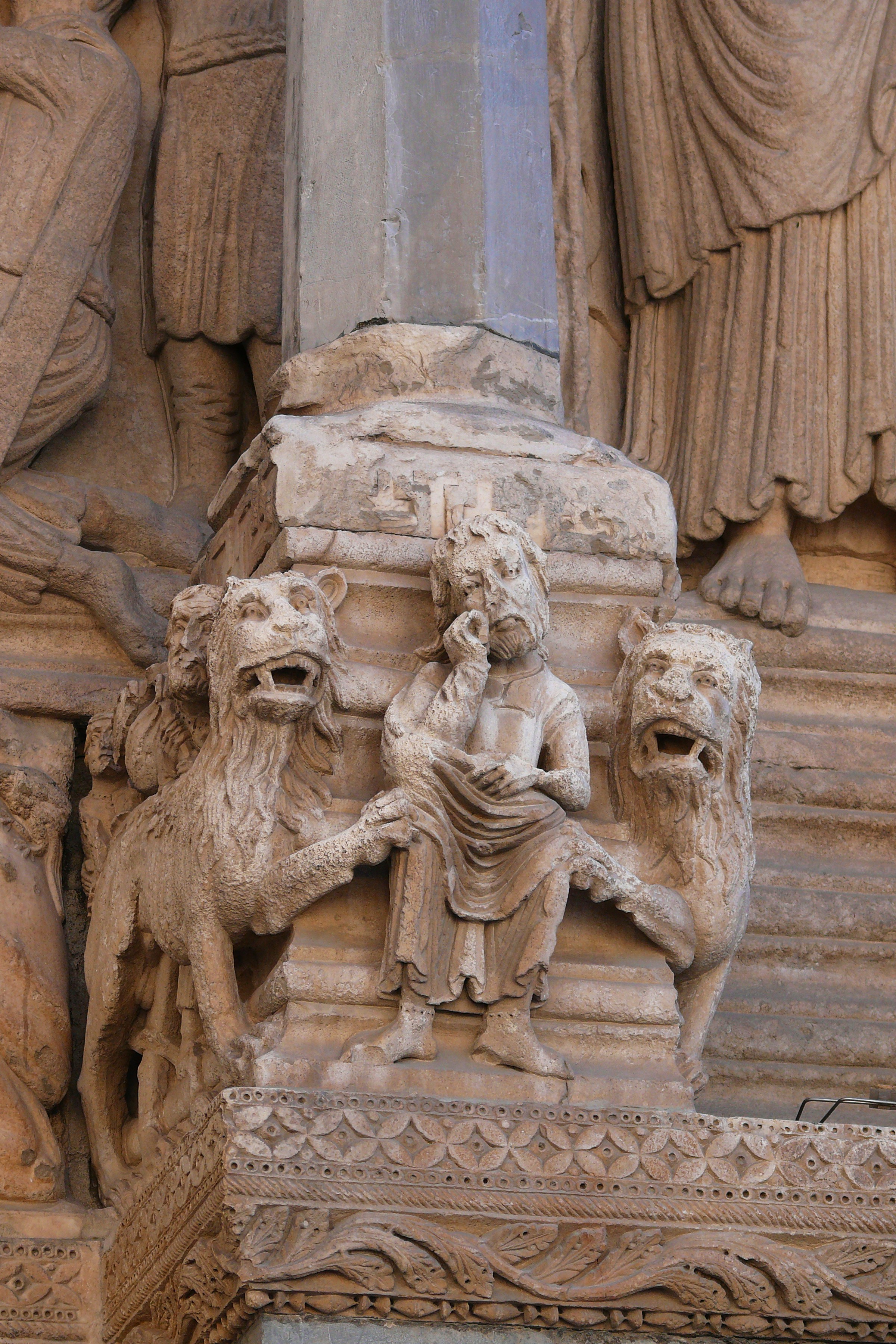
Daniel mit Löwen, Detail aus der Fassade der Kirche St. Trophime

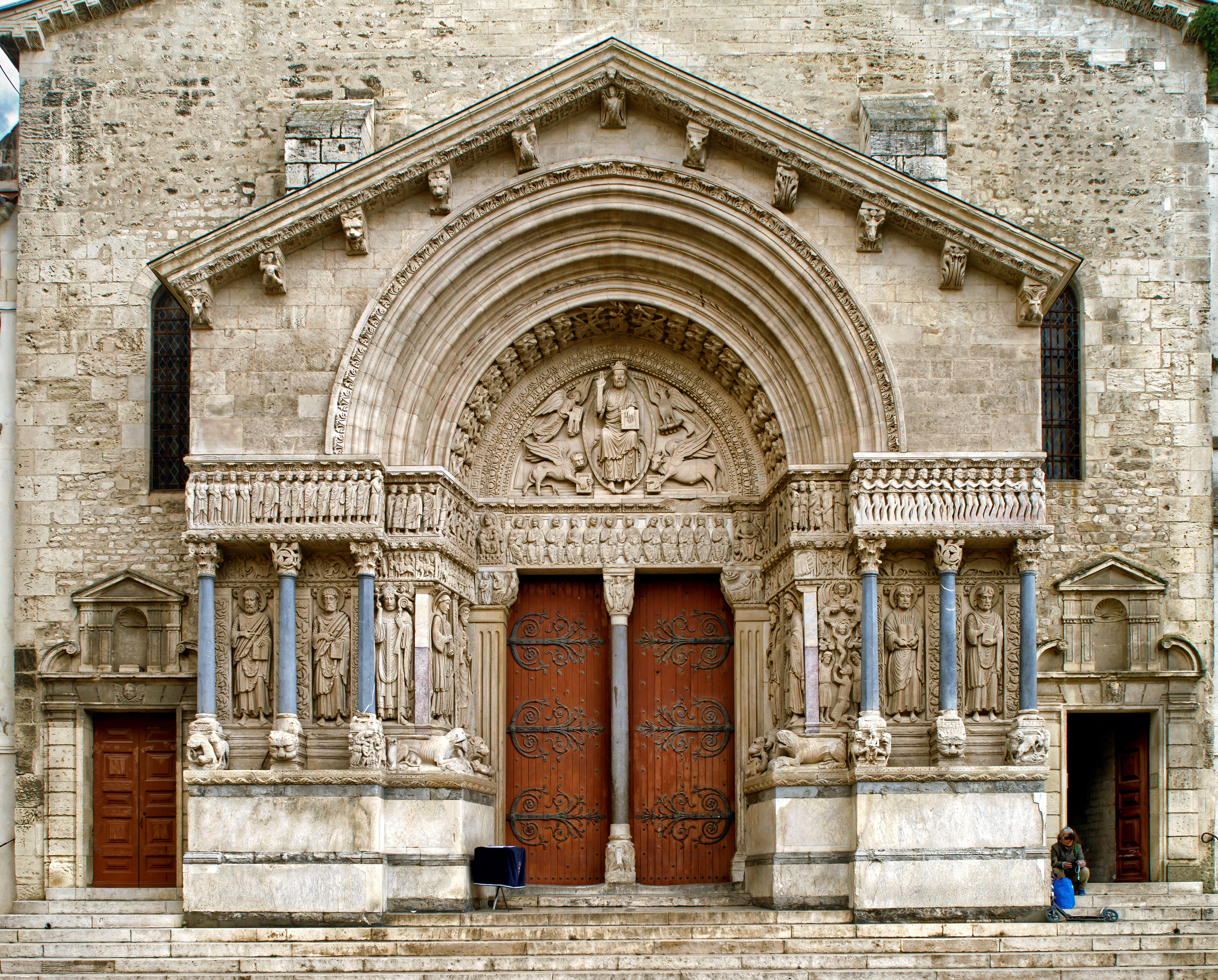
Portal von St. Trophime
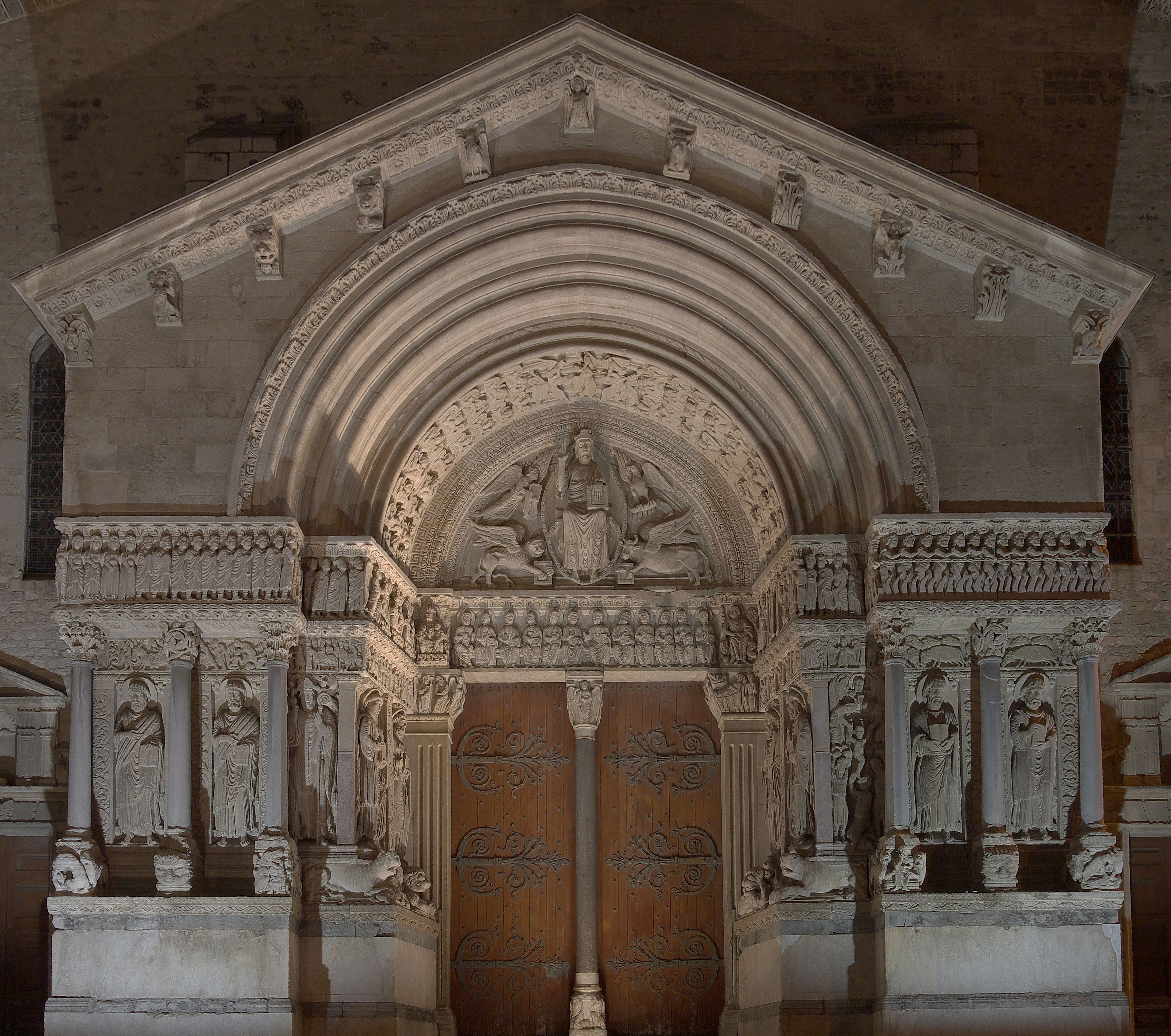
Portal von St. Trophime bei Nacht
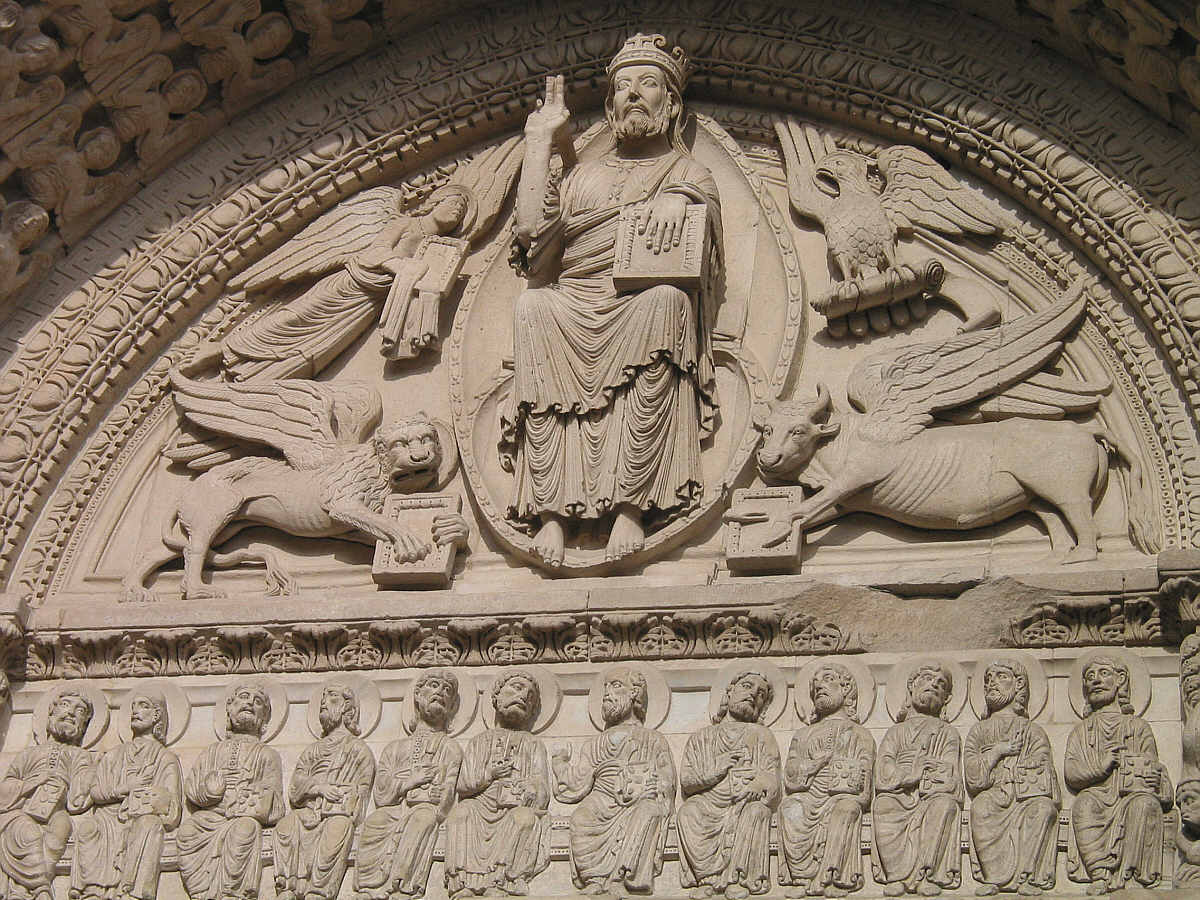
Tympanon des Portals
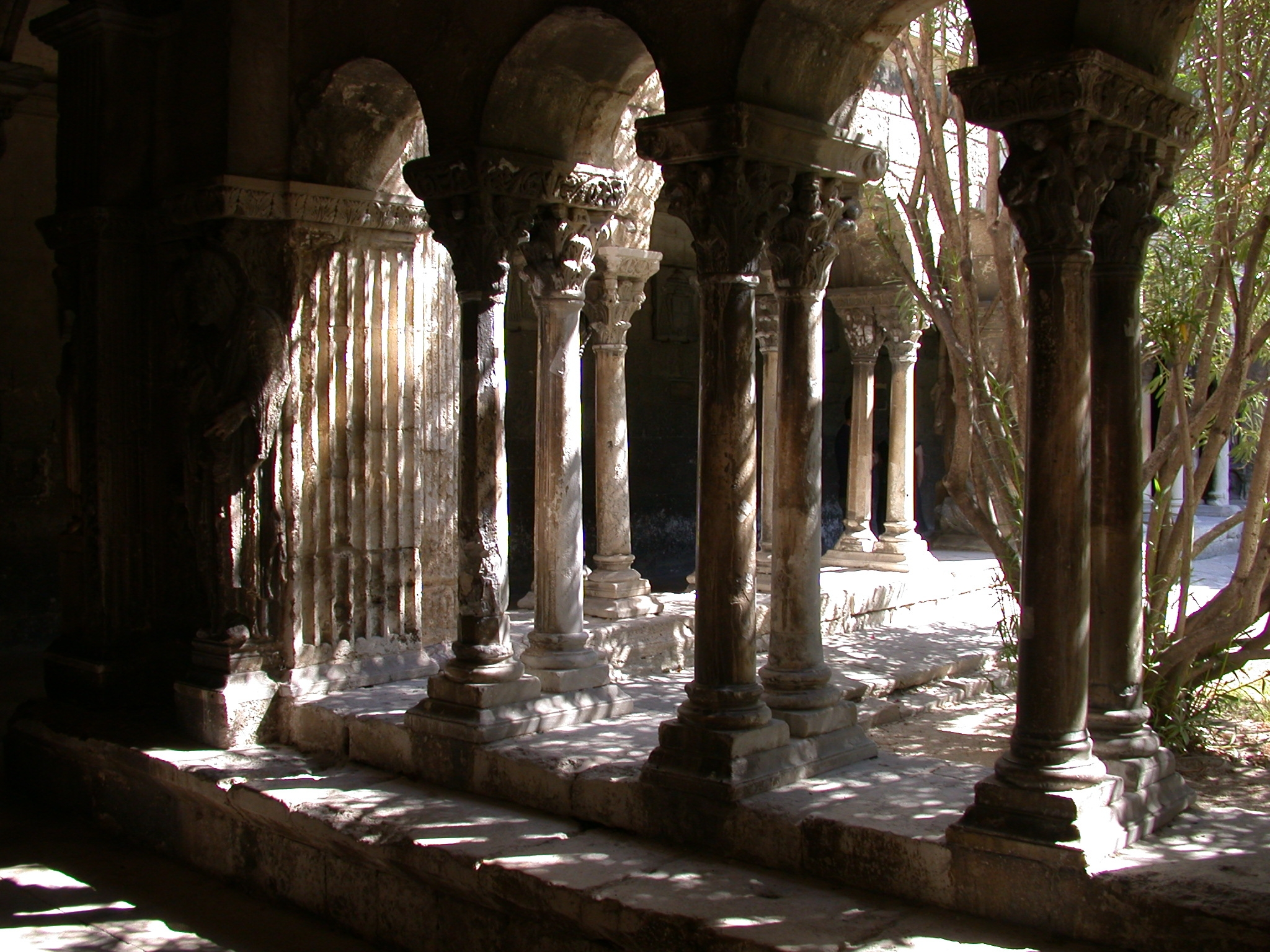
Kreuzgang im Kloster St. Trophime

Das Portal ist zwischen 1150 und 1200 errichtet worden und gilt neben dem von St-Gilles als das bedeutendste romanische Portal der Provence. Es handelt sich um ein vorgesetztes, giebelbekröntes Doppelportal. Zwischen den Freisäulen an den Seiten stehen überlebensgroße Standbilder der Apostel. 1998 wurde es gereinigt.
Diese Anlage ist ein eindrucksvolles Beispiel für die Antikenrezeption in Südfrankreich im 12. Jahrhundert, also für die Rückbesinnung auf antike Gestaltungsformen. So ist man beim Portal von St-Trophime von der damals traditionellen Gestaltung einer Fassade abgewichen und hat das antike Motiv eines römischen Triumphbogens aufgegriffen. Während das übrige Portal in die Fassade integriert ist, scheint es hier durch die Vorblendung ein deutliches Eigenleben zu führen, das den Blick des Betrachters allein auf sich zieht. Über den gesamten Türsturz zieht sich ein reliefierter Kämpferfries hin, der u. a. die zwölf Apostel in sitzender Haltung zeigt. Das ikonographische Programm des Portals, aber auch des Kreuzganges erinnert mit der Präsentation von Charaktergesichtern der Plastiken stark an die Antike.

### Neuzeitliche Bauwerke

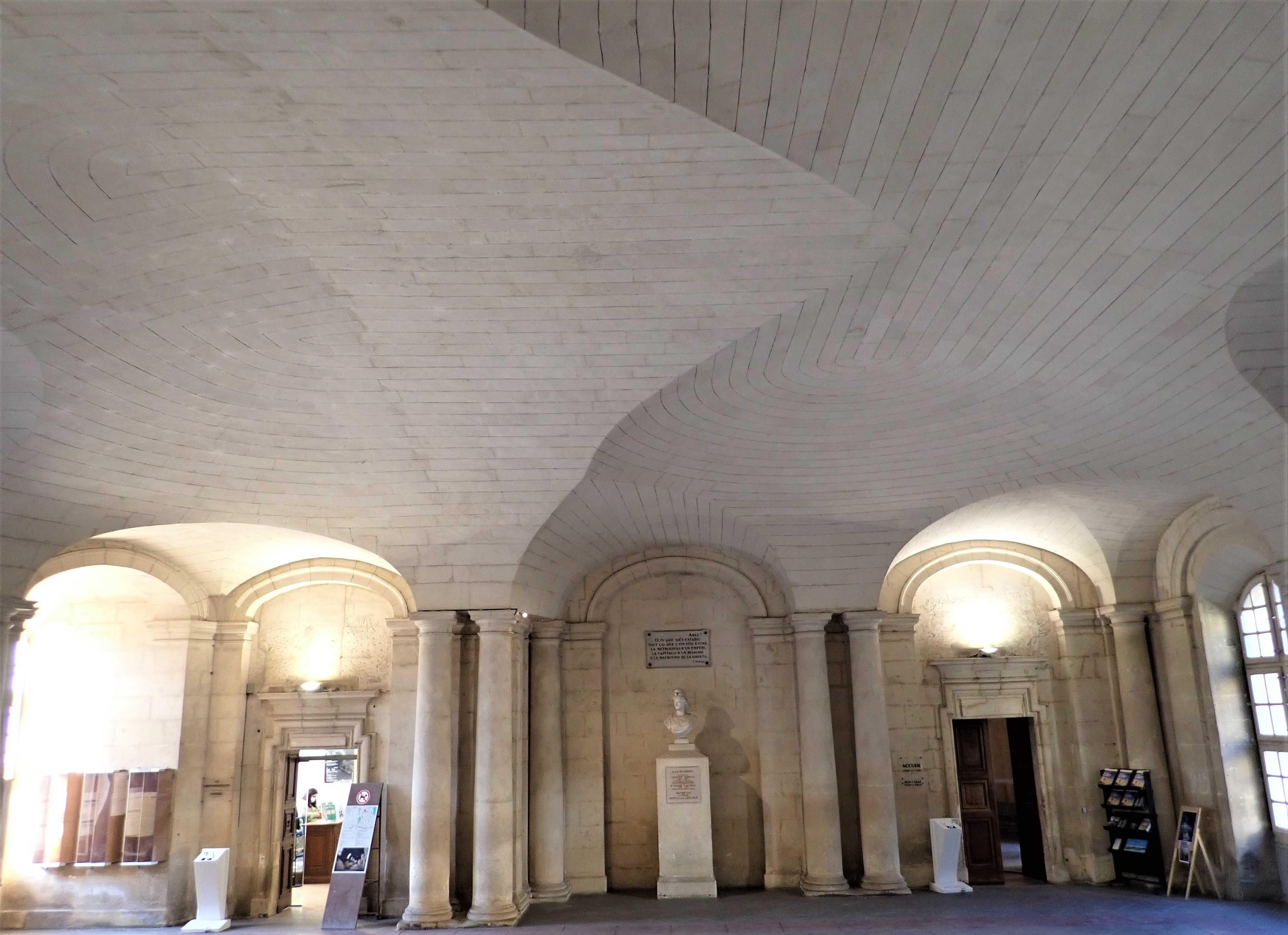
Rathausempfangshalle in Arles

Das klassizistische Rathaus (Hôtel de Ville) am Place de la République wurde 1673–1675 gebaut. Besonders sehenswert ist sein Gewölbe in der Eingangshalle, das perfekte Fugen aufweist und deshalb als ein Besuchsort französischer Maurergesellen auf ihrer Gesellenfahrt, der sogenannten Tour de France galt.

### Moderne Kunst
Auf dem ehemaligen Eisenbahngelände entstand seit 2014 (Grundsteinlegung) LUMA, gefördert von Maja Hoffmann. Ihr war es ein Anliegen, der Stadt und der Region nicht nur kulturelle Vielfalt, sondern auch wirtschaftlichen Auftrieb zu geben. Der Architekt Frank O. Gehry schuf dafür einen 56 Meter hohen kantigen Spiegelturm.

### Außerhalb der Stadtmauern

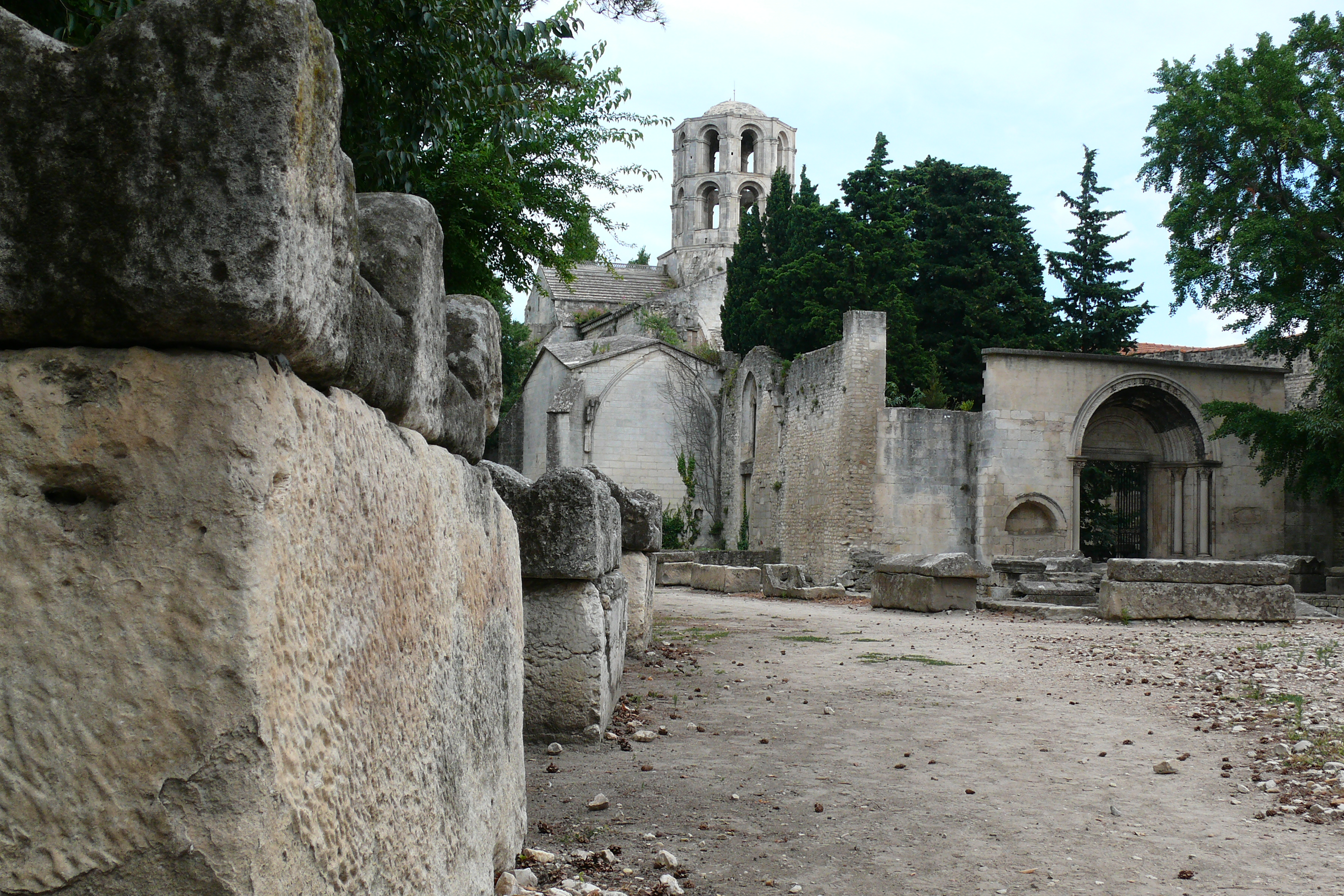
Die Nekropole Les Alyscamps mit der Kirche Saint-Honorat

- Alyscamps (Elysii campi, deutsch „Elysische Felder“, in der Langue d’Oil: „Champs-Elysées“) ist eine lange Allee vor der südöstlichen Ecke der Stadtmauern zur unvollendeten Kirche Saint-Honorat (12. Jahrhundert). Die einstige römische Begräbnisstätte wurde später ein christlicher Friedhof. Von den zahlreichen frühmittelalterlichen Steinsarkophagen sind nur noch einige schmucklose an der Allée des Tombeaux zu sehen, während die schönsten, soweit sie sich erhalten haben, heute im Musèe d’Arles Antique stehen.

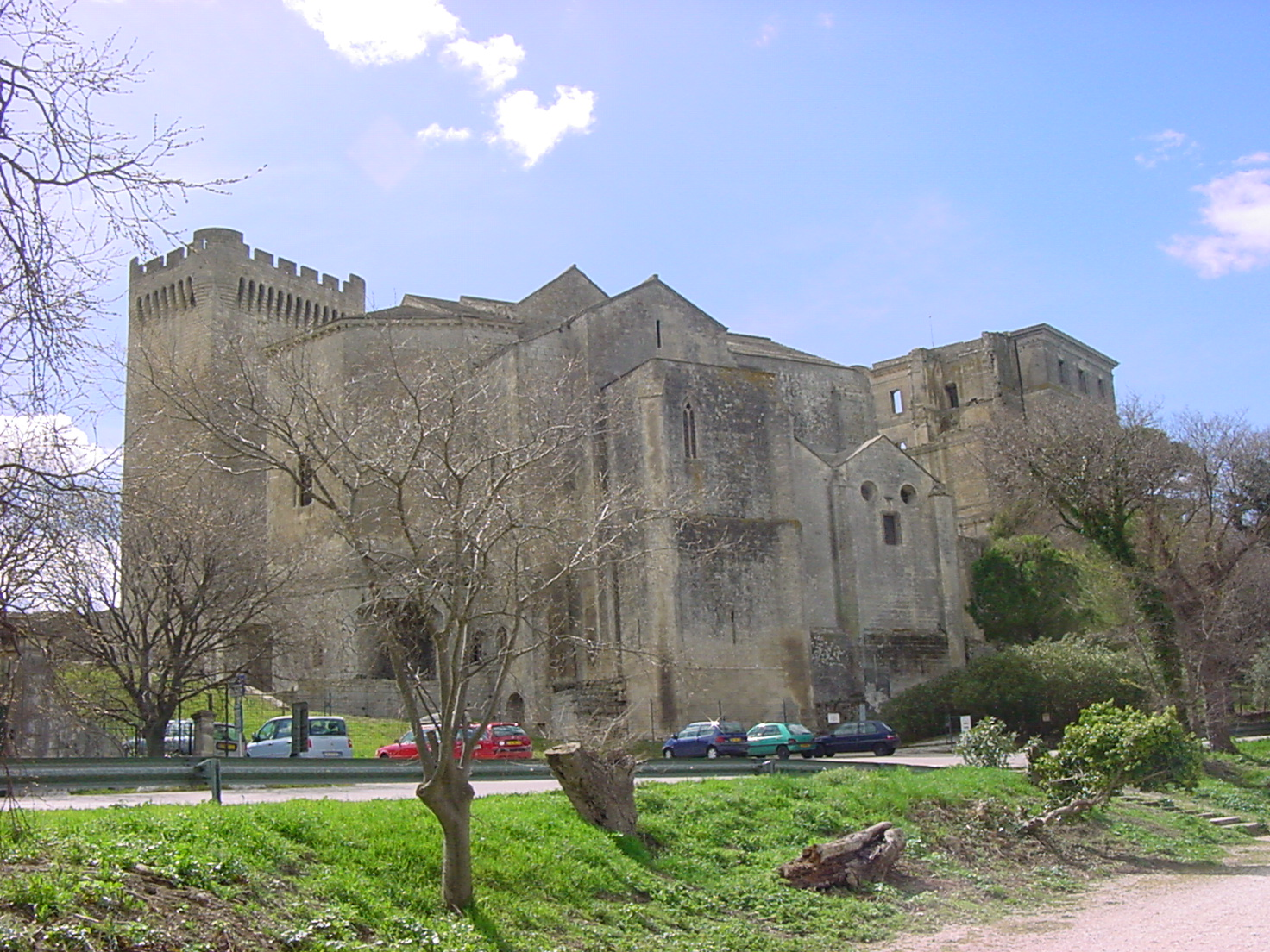
Gesamtansicht von Montmajour

- Abtei Montmajour, Ruine der Klosteranlagen und die Kapelle Sainte-Croix befinden sich nordöstlich der Stadt, an der Grenze zu Fontvieille.

### Museen
- Musée Réattu
  - Werke des namengebenden Malers Jacques Réattu aus der Wende vom 18. zum 19. Jahrhundert
  - Pablo Picasso, 1971: Schenkung von 57 seiner Zeichnungen, eine Art „Tagebuch“ des Malers
  - Neuere Exponate, oft Fotografien

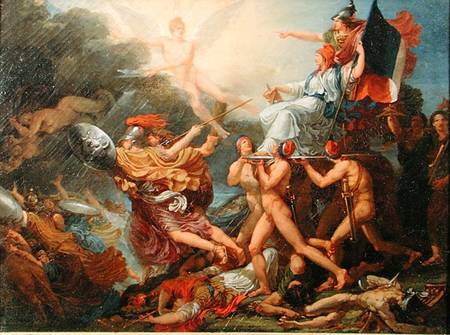
Jacques Réattu im Musée Réattu: Die Freiheit reist um die Welt
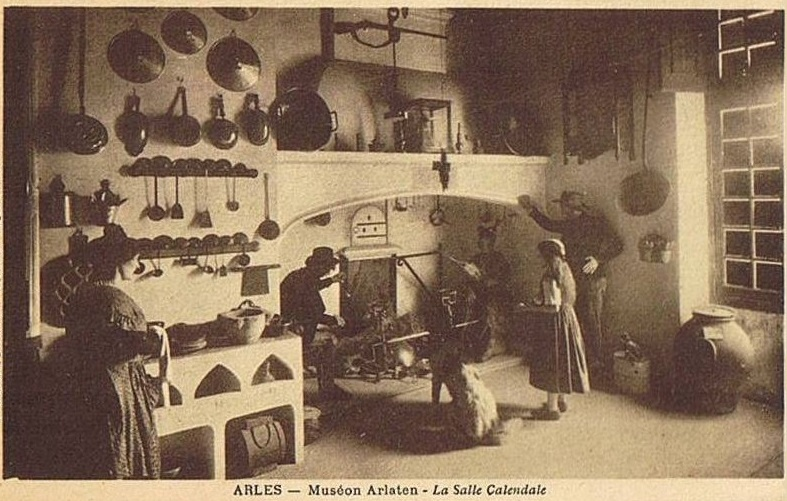
Historischer Wohnraum im Museon Arlaten

- Das Museon Arlaten im Palais de Laval-Castellane (16. Jahrhundert) gilt als die bedeutendste Sammlung zur provenzalischen Volkskunde.
- Das 1995 eröffnete Musée départemental Arles antique ist das Antikenmuseum von Arles. Es zeigt und behandelt die Geschichte der Besiedelung von Arles und seiner Umgebung von der Frühgeschichte bis zum Ende der Römerzeit.
- Museum der Camargue, Freilichtmuseum im Mas du Pont de Rousty, etwa 10 Kilometer vom Stadtzentrum entfernt

## Kunst und Kultur
- Die Belle Arlésienne hat Mérimée zum Libretto für die von Georges Bizet komponierte Oper Carmen angeregt. Auch Hugo von Hofmannsthal bemerkt „die feierliche römische Schönheit, die Kameenprofile und den königlichen Gang“ der Frauen von Arles.[14]
- Vincent van Gogh: Einer der (heute) berühmtesten Einwohner von Arles war 1888/89 der Maler Vincent van Gogh. Während dieser Zeit porträtierte er Arles und die Umgebung hundertfach. Die heute an seine Gemälde erinnernden Stellen in Arles wurden allerdings in den 1990er Jahren nach seinen Gemälden für den Tourismus dekoriert. Typisches Beispiel hierfür ist das Restaurant Van Gogh am Place Forum (Caféterrasse am Abend). Weil der Maler von der Bourgeoisie aus der Stadt faktisch vertrieben wurde, besitzt die Stadt kein einziges von seinen Gemälden. Das von ihm bewohnte Haus an der Place-La-Martine (Maison Jaune, „Gelbes Haus“) wurde im Zweiten Weltkrieg bei einem Bombenangriff zerstört. Zwar hat eine der zahlreichen Zugbrücken in der Umgebung den Maler zu den Bildern Die Brücke von Langlois angeregt, doch ist die heute als Van-Gogh-Brücke ausgeschilderte an der Montcalde-Schleuse zwar eine gleichartige, aber nicht die von ihm gemalte Brücke, die rund 800 Meter entfernt lag.

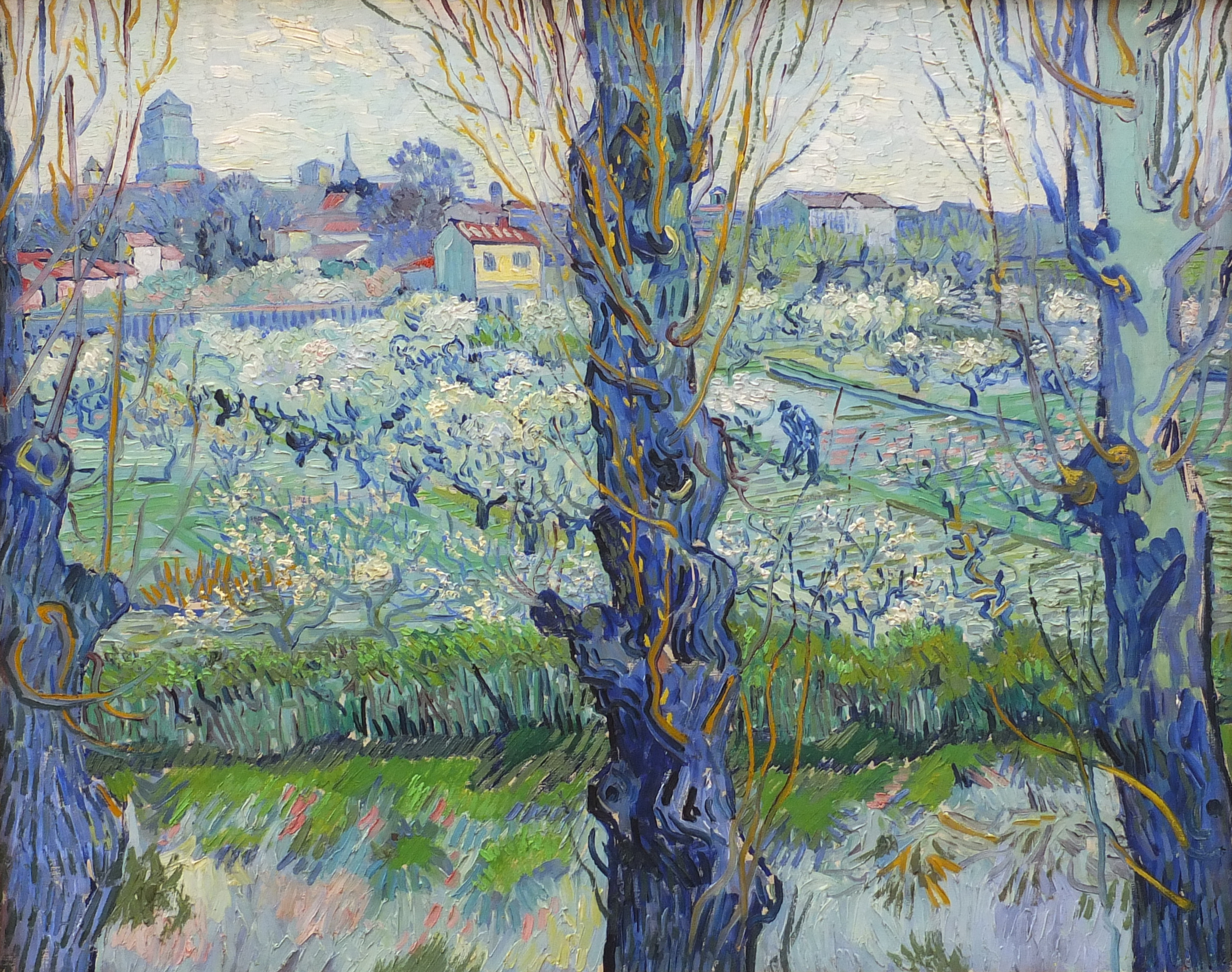
Vincent van Gogh: Blick auf Arles
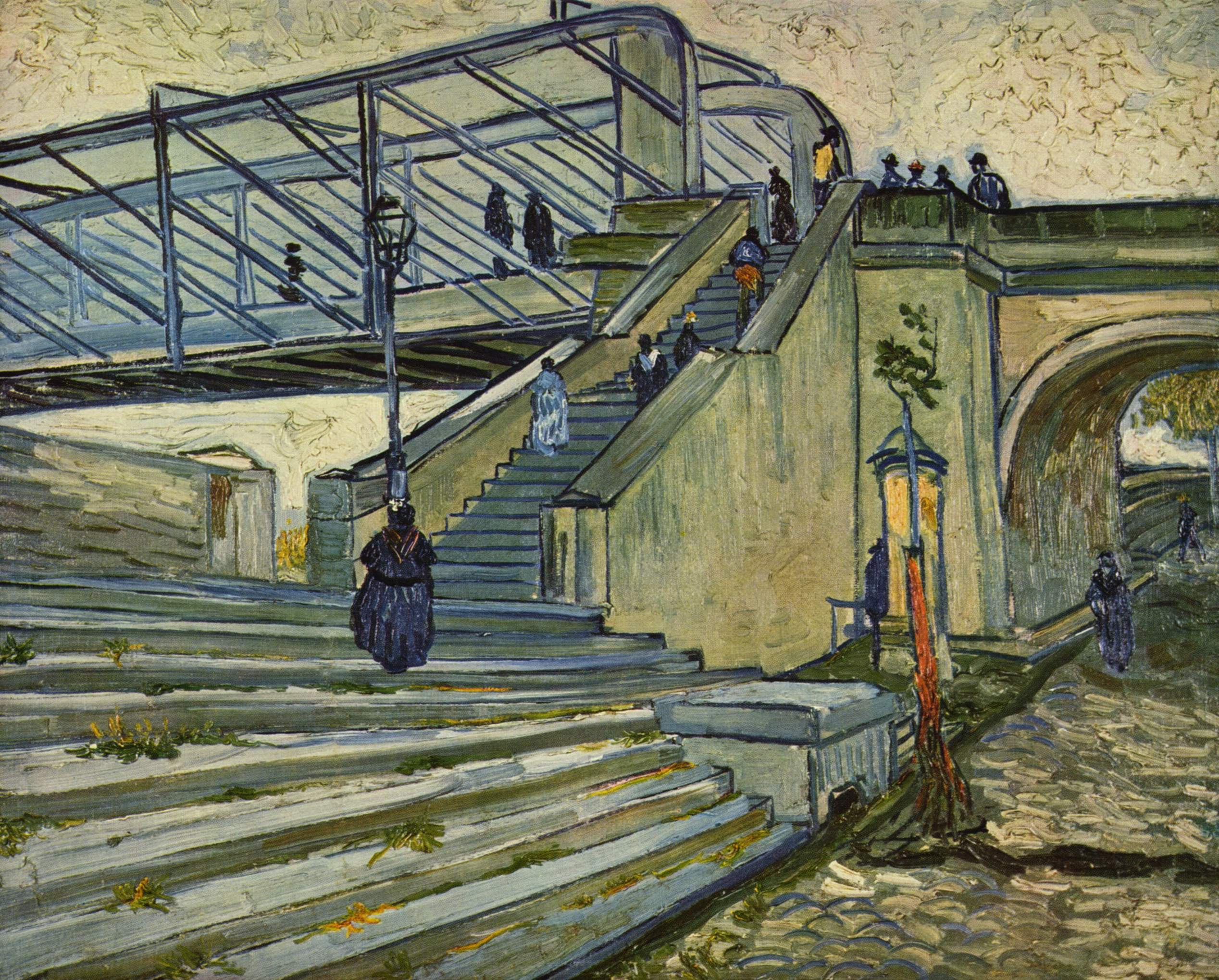
Vincent van Gogh: Die Brücke von Trinquetaille
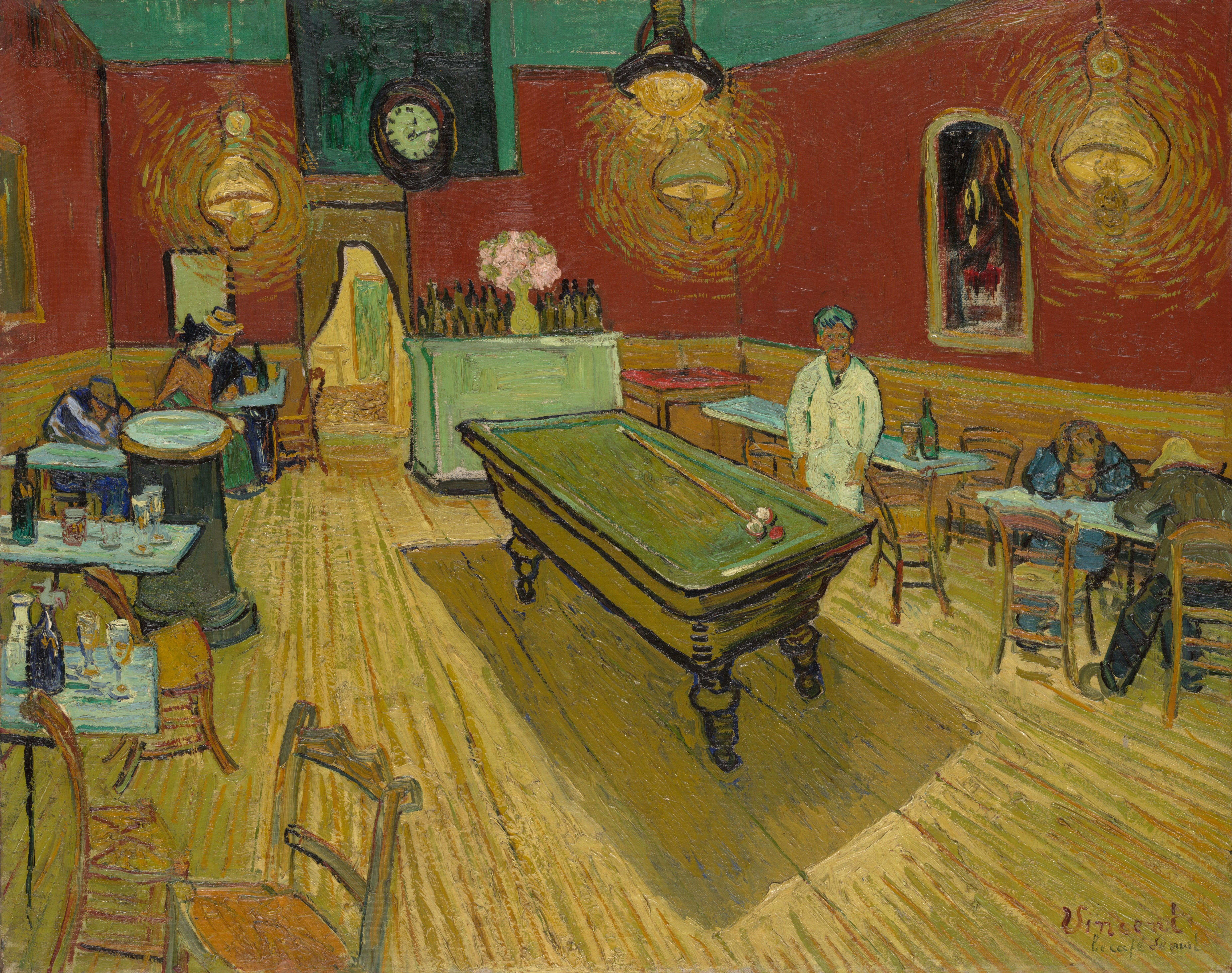
Vincent van Gogh: Das Nachtcafé
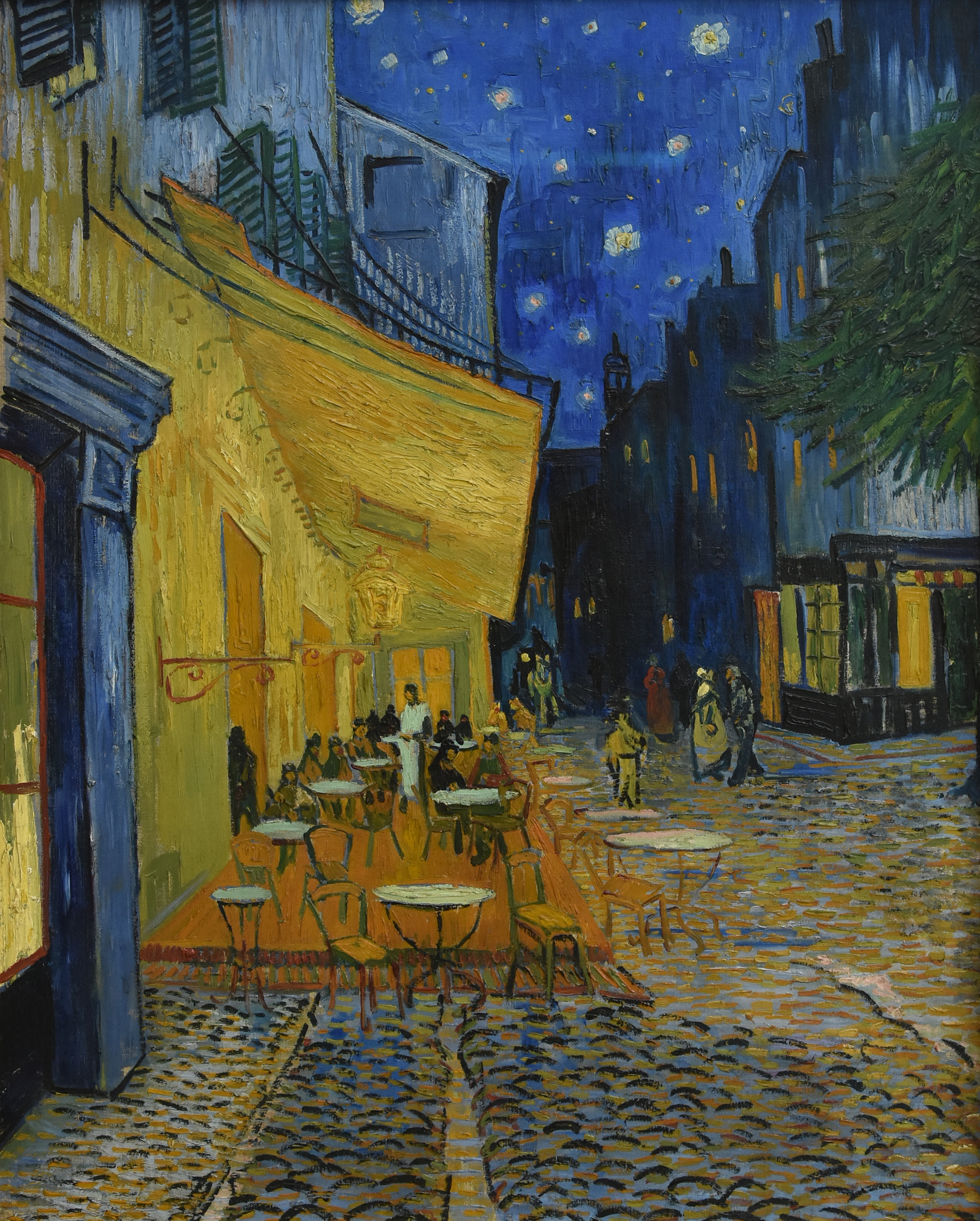
Vincent van Gogh: Caféterrasse am Abend
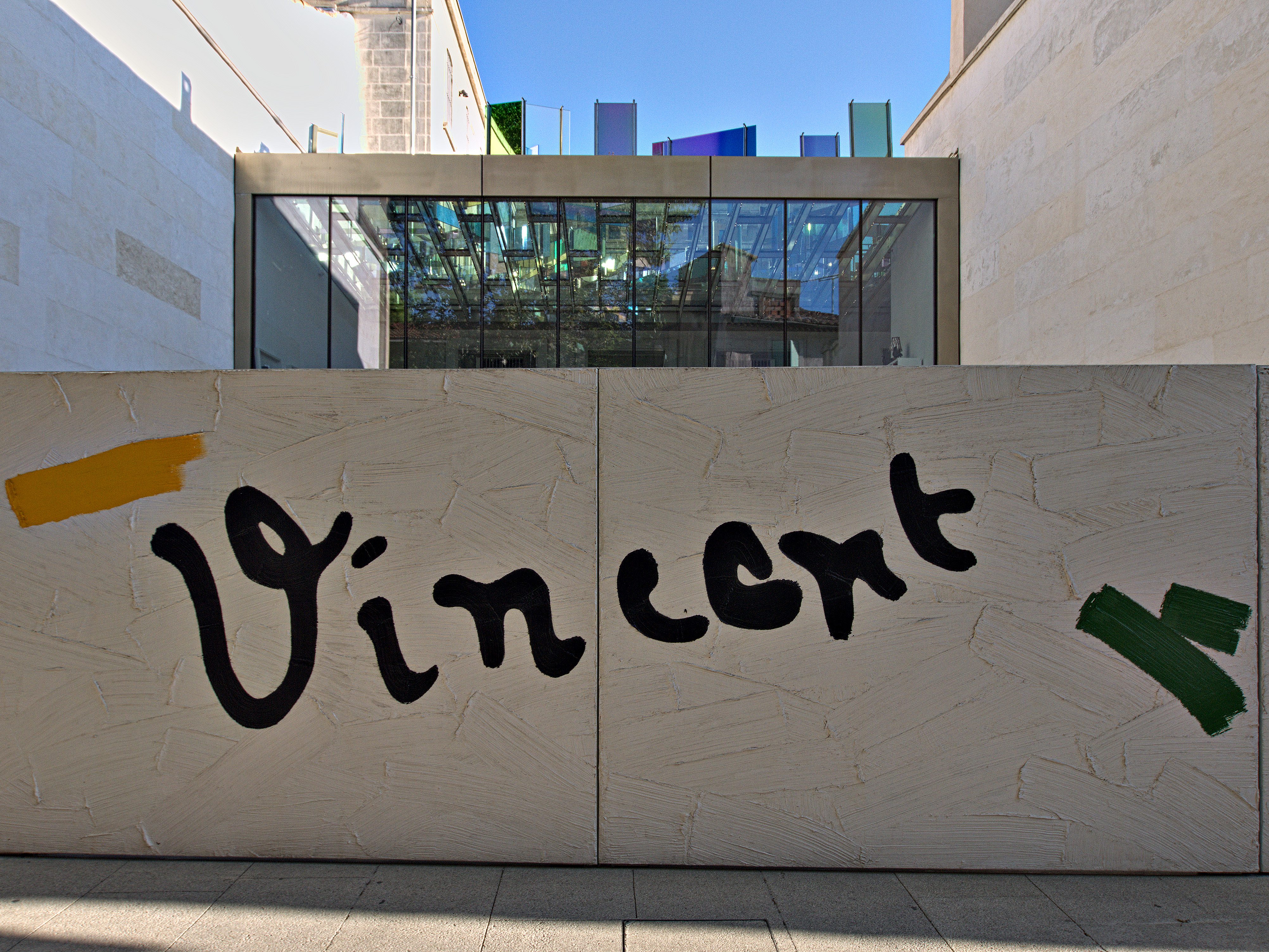
Fondation van Gogh.

- Pablo Picasso, der einige Jahre in Vauvenargues bei Aix-en-Provence verbrachte, war mit dem damaligen Direktor des Musée Réattu befreundet. Eine ganze Etage des Museums zeigt – oft wenig bekannte – Werke des Meisters, die er aus dieser Konstellation heraus geschaffen hat.
- Luma, ein Kultur-Campus, der sich zeitgenössischer Kunst und den neuen Medien widmet, wurde auf dem ehemaligen Bahngelände, westlich vom Stadtzentrum errichtet.[15] Maja Hoffmann hat mit der LUMA-Stiftung das Projekt privat initiiert. Frank Gehry hat den 56 Meter hohen LUMA-Turm entworfen. Das ehemalige Industriegelände wurde vom belgischen Landschaftsarchitekten Bas Smets umgestaltet, inspiriert von der Umgebung Arles, wie der Camargue oder der Kalksteinkette Alpilles. Der 1,2 Hektar große Rasen ist von einer Pflanzenvielfalt umgeben und steht der Öffentlichkeit offen.

## Regelmäßige Veranstaltungen
- Die Fotoausstellung Rencontres d’Arles findet seit 1969 in der zweiten Juliwoche bis Ende August statt und beinhaltet zahlreichen Einzelausstellungen. Sie zeigt den Stand der jeweils aktuellen Kunstphotographie.

## Persönlichkeiten

### Söhne und Töchter
- Konstantin II. (316–340), römischer Kaiser
- Trophime Bigot (1597–1650), Maler des Barocks
- Louis d’Aube de Roquemartine (1630–1713), Bischof
- Pierre-Antoine Antonelle (1747–1817), Politiker
- Victor Jean (1874–1953), Jurist und Politiker
- Jeanne Calment (1875–1997), Altersrekordlerin, Ältester Mensch der je gelebt hat
- Achille Philip (1878–1959), Organist und Komponist
- Louis Féraud (1920–1999), Modeschöpfer und Maler
- Lucien Clergue (1934–2014), Fotograf
- Christian Lacroix (* 1951), Modeschöpfer
- Anne-Marie David (* 1952), Sängerin
- Gilles Renne (* 1954), Jazzmusiker
- Juan Bautista (* 1981), Matador
- Djibril Cissé (* 1981), Fußballspieler
- Gaël Givet (* 1981), Fußballspieler
- Antonin Trilles (* 1983), Fußballspieler
- Mehdi Savalli (* 1985), Matador
- Fanny Valette (* 1986), Schauspielerin
- Lloyd Palun (* 1988), gabunisch-französischer Fußballspieler
- Serhou Guirassy (* 1996), guineisch-französischer Fußballspieler
- Ismaël Bennacer (* 1997), algerisch-französischer Fußballspieler
- Clément Chidekh (* 2001), Tennisspieler
- Mathieu Grujicic (* 2007), deutsch-französischer Basketballspieler

### Personen mit Bezug zur Stadt
- Honoratus von Arles († 430), Bischof von Arles
- Caesarius von Arles (470–542), Erzbischof von Arles
- Jean Marie du Lau d’Allemans (1738–1792), seliger Erzbischof von Arles
- Paul Gauguin (1848–1903), französischer Maler, lebte mit van Gogh für zwei Monate in Arles
- Vincent van Gogh (1853–1890), niederländischer Maler, malte und lebte 1888/1889 in Arles
- Pablo Picasso (1881–1973), spanischer Maler, Grafiker und Bildhauer, lebte und malte 1912 und Ende der 1930er Jahre für mehrere Monate in Arles[16]
- Maja Hoffmann (* 1956), Schweizer Kunstsammlerin, Filmproduzentin und Unternehmerin[17]

## Städtepartnerschaften
- Fulda, Deutschland
- Jerez de la Frontera, Spanien
- Kalymnos, Griechenland
- Pskow, Russland
- Sagné, Mauretanien
- Vercelli, Italien
- Verviers, Belgien
- Wisbech, Vereinigtes Königreich
- York (Pennsylvania), USA
- Zhouzhuang, Volksrepublik China

## Dokus
- zdf.de: Superbauten der Antike: Die Römer in Arles (43 Minuten)